# D'Avalos
Il Casato d'Avalos (anche menzionati nelle fonti come Dávalos, Ávalos, Ábalos, de Ávalos, Avalo, Abalón) è una famiglia aristocratica di origine spagnola diramatasi anche in Italia a partire dal XV secolo. Il ramo italiano della famiglia fu titolare di numerosi feudi nel regno di Napoli fino all'eversione della feudalità e nel ducato di Milano, annoverando al suo interno diversi personaggi di rilievo in ambito politico, militare ed ecclesiastico. 
I d'Avalos ebbero inoltre nella persona di Cesare Michelangelo d'Avalos il trattamento di Principe del Sacro Romano Impero e il diritto di battere moneta. La famiglia detenne per 195 anni il titolo (sia pure divenuto sostanzialmente onorifico alla metà del XVI secolo), di Gran Camerario o Camerlengo, uno dei Sette grandi Offici del regno di Napoli.

## Storia

### Origini
I d'Avalos (in Spagna il cognome viene menzionato più spesso come Dávalos e, talora, anche Abalón) avrebbero avuto, secondo la tradizione, origine visigota. Le prime informazioni storicamente attendibili menzionano la famiglia in relazione ad una donazione effettuata da un certo Ximeno de Avalos a beneficio del Monastero Reale di San Millán de la Cogolla datata 1162. Tale notizia, riportata dallo storico Esteban de Garibay y Zamalloa nel capitolo 13 del libro 12 del suo trattato "Los quarenta libros del compendio historial de las crónicas y Universal historia de estos Reinos de España" afferma inoltre come Ximeno fosse una persona di riguardo, cavaliere con possedimenti nel villaggio di Ábalos nella regione de La Rioja. Vari discendenti della famiglia passarono in Aragona e, quindi, in Andalusia, distinguendosi nelle plurisecolari operazioni militari della Reconquista.
Il primo Dávalos ad assurgere ad una rilevanza politica significativa fu Lope Fernández Dávalos, il quale fu inoltre il primo esponente della famiglia a stabilirsi nel regno di Castiglia e León, durante il regno di Ferdinando IV di Castiglia. Distintosi nei conflitti contro il sultanato di Granada, è attestato quale alcaide di Ubeda nel 1334.
Alla fine del Trecento un bisnipote del sopracitato personaggio, Ruy López Dávalos (detto anche Rodrigo) era divenuto Connestabile di Castiglia nonché Adelantado mayor de Murcia y camarero mayor y gran valido di Enrico III, re di Castiglia e di León. Ruy López fu il capostipite di diverse branche della famiglia, diramatesi a Toledo, in Aragona, nella regione di Murcia, ed in Perù. A queste vanno aggiunte quelle originatesi dal fratello di Ruy, Lope Ruiz (sposatosi con Mencía de Cervatos, esponente della nobiltà minore di Murcia; morto nel 1405). Tra i discendenti di Lope troviamo personaggi di rilievo quali il regidor di Murcia Sancho Dávalos ed il cardinale Gaspar de Ávalos de la Cueva. Lo storico Edward Cooper fornisce un'utile tavola genealogica che ricostruisce le relazioni di Ruy López e Lope Ruiz e dei loro discendenti con diverse famiglie della regione di Murcia.
Ruy López Dávalos si sposò tre volte. Da questi matrimoni ebbe dieci figli che raggiunsero l'età adulta.
Dal matrimonio con la prima moglie, Maria Gutierrez de Fontecha, ebbe due maschi ed una femmina: 
- Pedro López Dávalos: fu signore di Arjona e di Higuera, sposò Maria de Orozco Figueroa, figlia di Lorenzo I Suárez de Figueroa.
- Diego Lopez Dávalos: signore di Arenas e di Colmenar, sposò Leonor de Ajala, figlia di Pedro López de Ayala y Guzmán signore di Fuensalida.
- Leonora Dávalos: fu moglie di Men Rodríguez de Benavides, signore di Santisteban.

Il secondo matrimonio fu con Elvira de Guevara (sorella di Pedro Vélez de Guevara, signore di Guevara e Oñate e di Beltrán Vélez de Guevara, conte di Tahalú), dalla quale ebbe due maschi e due femmine: 
- Beltran López Dávalos y Guevara (erroneamente ritenuto essere, dall'Imhoff e da altre fonti, padre di Innico de Guevara, Conte di Potenza nel Regno di Napoli).[14]
- Mencía López Dávalos: prima moglie di Gabriel Fernández Manrique, I duca di Galisteo e I Conte di Osorno.[11]
- Costanza Dávalos: moglie di Luis Maza de Lizana.[15]
- Hernándo López Dávalos: signore di Arcos, sposò Maria Carrillo y Palomeque, figlia di Alfonso Carrillo.[11] Hernándo López fu il nonno del regidor Hernando Dávalos (c. 1475-1533), noto per la sua partecipazione alla rivolta dei comuneros.[16]

L'ultimo matrimonio fu con Costanza de Tovar (figlia di Sancho Fernández de Tovar, signore di Caracena e Cevico de la Torre e della sua consorte Teresa de Toledo), dalla quale ebbe tre figli: 
- Íñigo Dávalos
- Alfonso Dávalos
- Rodrigo Dávalos: sposò Mencia Carrillo.[11]

Dal primo di questi tre figli, noto in italiano come Innico d'Avalos, si sarebbe originato il ramo italiano principale dei d'Avalos. Da un figlio di Alfonso, Rodrigo d'Avalos invece ebbe origine il ramo dei d'Avalos di Ceppaloni.
Strettamente associati ai d'Avalos nella fase del loro arrivo nel regno di Napoli al seguito di re Alfonso troviamo vari esponenti della famiglia Guevara, in particolare Íñigo (o Innico) de Guevara, loro fratellastro in quanto figlio della medesima madre, Costanza de Tovar. È possibile che anche un altro Guevara, Fernando (menzionato in italiano come Ferdinando o Ferrante), fratello del succitato Íñigo fosse presente nel novero di coloro che accompagnarono re Alfonso. A sottolineare questo legame il poeta catalano Chariteo scrisse: Frutto d'un sol terren da due radici, duo Avoli e duo Guevaro, antique genti bellicosi e terror degli inimici.

### Ramo italiano
I d'Avalos rappresentarono una delle casate più importanti del regno di Napoli a partire dal XV secolo. I fratelli Iñigo, Alfonso e Rodrigo, figli di Ruy López Dávalos, conte di Ribadeo, giunsero nella penisola italiana al seguito del re Alfonso V d'Aragona, asceso al trono di Napoli nel 1442.
La casata fu titolare di numerosi feudi (tra i più importanti i marchesati di Pescara e di Vasto) e registrata tra i patrizi di Napoli del Sedile di Nilo, poi nel Libro d'Oro.

Arma d'Avalos d'Aquino, assunta dai discendenti di Innico I in seguito al suo matrimonio con Antonella d'Aquino. Inquartato, al 1° e 4° d'azzurro, al castello d'oro, torricellato di tre pezzi, con la bordatura composta d'argento e di rosso (d'Avalos), al 2° e 3° controinquartato, al I e IV bandato d'oro e di rosso (d'Aquino), al II e III troncato d'argento e di rosso, al leone dell'uno nell'altro (del Borgo). L'inquartamento dell'arma dei d'Aquino è attestato posteriormente alla morte senza eredi maschi di Francesco Antonio d'Aquino (circa 1472) e alla morte di Antonella d'Aquino, avvenuta nel 1493, sua erede. L'adozione dello scudo dei del Borgo risale al XVI secolo.

Innico I d'Avalos (1414-1484), favorito di Alfonso V d'Aragona, sposò Antonella d'Aquino (?-1493), ultima discendente della famiglia dei d'Aquino; i loro eredi usarono il cognome d'Avalos d'Aquino. Innico ottenne la contea di Monteodorisio ed il marchesato di Pescara dalla moglie. Alfonso II d'Avalos (1465-1495), il maggiore dei figli superstiti della coppia, avrebbe ereditato il titolo di marchese di Pescara, mentre Innico II d'Avalos (1467-1503), figlio cadetto della coppia, divenne il primo marchese del Vasto.
Un ramo collaterale della famiglia fu quello di Ceppaloni, che ebbe origine da Rodrigo (figlio di Alfonso, fratello di Innico I d'Avalos), al quale venne concesso nel 1529 dall'imperatore Carlo V d'Asburgo il feudo dell'omonimo borgo, già possedimento del ribelle Giacomo Antonio della Marra. Rodrigo sposò in seconde nozze Feliciana de Gregorio, nobile di Benevento entrando così nel possesso del feudo rustico di Villafranca, nel contado di Benevento. A Rodrigo successe il primogenito Alfonso che sposò Costanza Caracciolo d'Aragona dalla quale ebbe vari figli, tra cui Rodrigo che ereditò il feudo di Ceppaloni, venduto nel 1572 ai Coscia.
Questo ramo fu iscritto anche nella nobiltà di Benevento e si estinse agli inizi del Seicento.

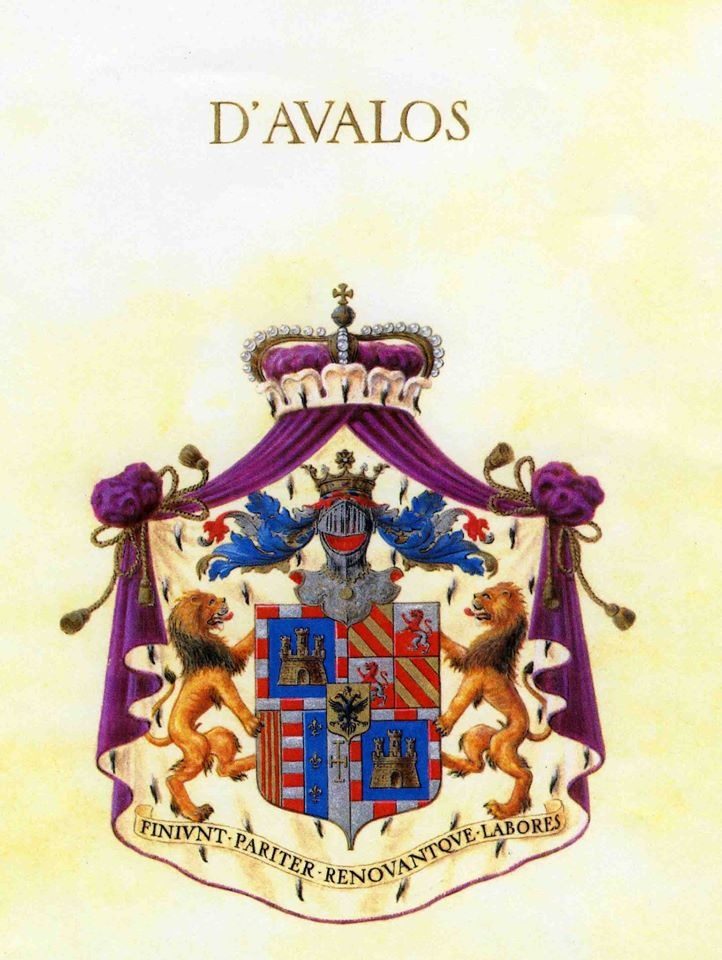
Arma d'Avalos d'Aquino d'Aragona, utilizzata dai discendenti di Alfonso III d'Avalos in seguito al suo matrimonio con Maria d'Aragona, figlia di Ferdinando d'Aragona, duca di Montalto.

Alfonso II ebbe un unico figlio, Fernando Francesco d'Avalos (1490-1525), condottiero, noto per il suo ruolo di primo piano nella battaglia di Pavia e marito di Vittoria Colonna (ca. 1490-1547). Fernando Francesco non ebbe tuttavia figli da questo matrimonio. Il castello aragonese di Ischia, di proprietà dei d'Avalos, fu sede di un cenacolo culturale: Vittoria Colonna vi si era sposata e vi risiedette dal 1501 al 1536, insieme alla zia Costanza, circondate dai più prestigiosi artisti del tempo. Alla morte di Fernando Francesco il titolo di marchese di Pescara passò al cugino, l'unico figlio maschio di Innico II, ovvero Alfonso III d'Avalos (1502-1546). Quest'ultimo, anch'egli rinomato generale, acquisì il titolo di cavaliere del Toson d'Oro e fu governatore di Milano dal 1538 al 1546. Il figlio primogenito di Alfonso III, Francesco Ferdinando d'Avalos (1530-1571), ricoprì importanti incarichi governativi, venendo nominato nel 1560 governatore del Ducato di Milano (posizione che mantenne fino al 1563) e nel 1568 viceré di Sicilia. La linea principale della famiglia continuò con Alfonso Felice d'Avalos (1564-1593), importate militare, comandante della cavalleria spagnola nella vittoriosa battaglia di Zutphen.

#### I marchesi di Pescara e del Vasto dopo la scomparsa del ramo principale della famiglia
In seguito alla morte senza eredi maschi di Alfonso Felice i titoli e i possedimenti del ramo principale della famiglia passarono ad un ramo secondario dei d'Avalos, nella persona di Innico III d'Avalos (1578-1632). Quest'ultimo era il figlio secondogenito di Cesare d'Avalos (1536-1614), uno dei figli cadetti di Alfonso III d'Avalos. Innico III sposò nel 1583 la figlia maggiore di Alfonso Felice, Isabella d'Avalos (1585-1648), strategia matrimoniale finalizzata ad evitare la dispersione del patrimonio familiare. A partire da Innico III la cittadina abruzzese di Vasto diviene la residenza stabile e il centro dei possedimenti della famiglia d'Avalos, che vi promosse la costruzione di vari edifici civili e religiosi, volti ad abbellirla e accrescerne il prestigio. Tra i figli di Innico III troviamo Ferdinando (o Ferrante) Francesco d'Avalos (?-1648), il quale acquisì l'importante città di Lanciano e sulla cui testa il 18 ottobre 1647, Gennaro Annese pose mille ducati di taglia; Diego I d'Avalos (?-1697), che aggiunse ai suoi possedimenti la città di Isernia, ottenendo il titolo di principe su tale possedimento e fu inoltre responsabile della costruzione e del restauro di diversi luoghi di culto a Vasto e promotore dello stabilimento nella città del collegio di Clerici regolari della Madre di Dio.
Cesare Michelangelo d'Avalos (1667-1729), figlio terzogenito di Diego I, succedette al padre quale marchese di Vasto e Pescara e quale principe di Isernia, a causa della morte del fratello maggiore Ferdinando Francesco (1651-1672) e del figlio di questi Diego (1672-1690). Cesare Michelangelo, figura alquanto marginale nel regno sino alla fine del XVII secolo, ebbe tuttavia un ruolo di primo piano nella congiura di Macchia e nella guerra di successione spagnola, schierandosi con la fazione imperiale.
Quale ricompensa dei suoi servigi nel 1704 Cesare Michelangelo d'Avalos fu elevato dal Sacro Romano Imperatore Leopoldo I d'Asburgo al rango di principe del Sacro Romano Impero con il diritto di battere moneta e nominare conti.

#### I principi di Montesarchio e di Troia
Parallelamente al ramo della famiglia facente capo a Innico III e Isabella d'Avalos, si affermò un altro ramo della famiglia, originatosi dal primogenito di Cesare d'Avalos, ovvero Giovanni I d'Avalos (?-1638). Quest'ultimo, con diploma sottoscritto a Madrid in data 21 novembre 1628, ottenne da Filippo IV di Spagna il diritto di fregiarsi del titolo di principe di Montesarchio (il titolo di principe di Montesarchio era stato creato da Carlo V d'Asburgo con privilegio datato 29 luglio 1532 per Alfonso III d'Avalos). Tra i discendenti di Giovanni I troviamo due personaggi di spicco della politica del reame di Napoli del XVII secolo, ovvero Andrea d'Avalos (1618-1709), II principe di Montesarchio ed il fratello minore di questi, Francesco d'Avalos (ca. 1620-1649), I principe di Troia (titolo concesso da Filippo IV di Spagna con rescritto datato 22 giugno 1649) e gran cancelliere del Regno di Napoli. Essendo Andrea d'Avalos privo di eredi maschi, venne deciso il matrimonio tra la figlia terzogenita di questi, Giulia, e il figlio di Francesco d'Avalos, Giovanni (?-1712), II principe di Troia. Giulia entrò nella titolarità del principato di Montesarchio in virtù della rinuncia a suo favore fatta dalla sorella maggiore Andreana, moglie di Giuseppe I de' Medici di Ottajano. Il figlio maggiore di Giovanni II e Giulia, Niccolò d'Avalos (?-1729) pervenne a sua volta nella titolarità del principato mediante donazione nel 1709. Niccolò d'Avalos era il cognato di Cesare Michelangelo d'Avalos, in quanto fratello della consorte di questi Ippolita. L'erede designato di Cesare Michelangelo sarebbe stato il figlio di Nicolò, Giovan Battista d'Avalos (1694-1749), che avrebbe inoltre incamerato nel 1729 i titoli paterni di principe di Troia e di Montesarchio.

#### Il XVIII e il XIX secolo
Dopo la morte avvenuta nel 1729 di Cesare Michelangelo si ebbe un significativo ridimensionamento dei possedimenti dei d'Avalos. Molti feudi vennero infatti ceduti o sequestrati per coprire gli ingenti debiti del defunto; tuttavia una parte consistente dei titoli e dei possedimenti d'Avalos venne infine riconosciuta nel 1743 al suo erede designato, il nipote Giovan Battista d'Avalos, esponente del ramo pugliese (dei principi di Troia) della famiglia. A Giovan Battista, in mancanza di discendenti, succedette il fratello Diego II (1697-1776). L'unico figlio maschio di Diego II a giungere all'età adulta fu Tommaso (1752-1806), il quale avrebbe ricoperto importanti incarichi politici e diplomatici nel regno di Napoli tra la seconda metà del XVIII secolo e gli inizi del XIX secolo. Tommaso rimase titolare del marchesato del Vasto e del marchesato di Pescara morendo poco prima dell'eversione della feudalità del 1806.
Il ramo principale della famiglia, quello dei marchesi di Vasto, ebbe in Alfonso d'Avalos (1796-1862), nipote di Tommaso, il suo ultimo esponente. Nel 1862 egli lasciò una vasta collezione di opere d'arte alla Pinacoteca Nazionale di Napoli, nota come collezione d'Avalos. La collezione raccoglie numerose tipologie di manufatti risalenti a diverse epoche. Tra i più significativi troviamo gli arazzi di manifattura fiamminga raffiguranti episodi della Battaglia di Pavia, originariamente donati a Carlo V dagli Stati Generali di Bruxelles e successivamente pervenuti a Francesco Ferdinando d'Avalos. Il nucleo della collezione tuttavia è rappresentato da opere di pregio della pittura napoletana seicentesca, commissionate da Andrea d'Avalos.
Anche dopo l'abolizione della feudalità e la scomparsa del ramo principale della famiglia, la linea collaterale dei d'Avalos, discendente da Gaetano d'Avalos (1775-1855), figlio secondogenito di Carlo Cesare d'Avalos (1717-1810) e Maria Teresa d'Avalos (1745-1820) (il padre era discendente di Andrea d'Avalos (1700-1746), uno dei figlio cadetti di Giovanni II e Giulia d'Avalos, duca di Celenza e principe di Torrebruna maritali nomine attraverso la moglie Cosima Beatrice Antonia Caracciolo, mentre la madre era una figlia di Diego II d'Avalos), continuò a far parte della più considerevole nobiltà napoletana, venendo gratificata, nel 1813, del trattamento di duchi, dal re Gioacchino Murat, nella persona di don Gaetano e discendenti. I titoli di duca di Celenza e principe di Torrebruna passarono tuttavia alla famiglia de Lerma, in seguito al matrimonio di Teresa d'Avalos (unica figlia di Andrea d'Avalos (1766-1812), fratello maggiore del summenzionato Gaetano) con il duca di Castelmezzano Baldassarre de Lerma.
Un esponente di qualche interesse storico appartenente a questo ramo della famiglia fu Francesco Antonio d'Avalos (1771-1830), fratello minore di Andrea e di Gaetano d'Avalos. Già guardia del corpo di Ferdinando IV di Borbone, entrò nella loggia massonica facente capo a Ferdinando Pignatelli, principe di Strongoli. Venne accusato di aver preso parte alla congiura giacobina del 1794, venendo per questo deferito presso la Giunta di Stato. Fuggito all'estero, rientrò a Napoli aderendo alla Repubblica Napoletana nel 1799. All'interno di essa ricoprì vari incarichi in ambito militare, fino alla liquidazione della repubblica da parte dei sanfedisti. Incarcerato, non venne condannato per i ruoli ricoperti, venendo tuttavia invitato a lasciare il regno di Napoli. Stabilitosi a Roma nel 1801 ivi morì nel 1830.

## Marchesi di Pescara (1403-1862)
| N° | Nome                       | Periodo          | Consorte e Note |
| 1  | Cecco del Borgo            | 1403-1411        | Antonella di Miro di Gragnano; insignito del titolo di marchese di Pescara (titolo creato ex novo nel Regno di Napoli) nel 1403 |
| 2  | Bernardo Gaspare d'Aquino  | 1443-1461        | Beatrice Caetani dei Signori di Sermoneta; il titolo di marchese di Pescara viene ricreato per Bernardo Gaspare il 26 febbraio del 1443 da Alfonso V d'Aragona (per convenzione in quanto riconosciuto come tale dalla nuova dinastia aragonese è considerato il 1º Marchese di Pescara nonostante il titolo fosse già stato portato dal suo predecessore Cecco del Borgo; il marchesato di Pescara era inoltre all'epoca ancora tra i possedimenti lasciati a titolo vitalizio ad Antonella di Miro (m. 1455), vedova di Perdicasso Barile (m. 1443) e nonna di Bernardo Gaspare d'Aquino); figlio di Francesco d'Aquino (conte di Loreto e di Satriano, Gran Siniscalco (1438) e Camerlengo (1442) del Regno di Napoli) e Giovannella del Borgo (figlia ed erede di Cecco del Borgo marchese di Pescara e conte di Monteodorisio) |
| 3  | Francesco Antonio d'Aquino | 1461-1471 o 1472 | Francesca Orsini; 2º Marchese di Pescara; figlio del suo predecessore; muore prigioniero degli Angioini a Loreto senza lasciare discendenza |
| 4  | Innico I d'Avalos          | 1471 o 1472-1484 | Antonella d'Aquino, sorella del suo predecessore ed erede del marchesato di Pescara e delle contee di Loreto e Satriano; diviene per matrimonio, alla morte del cognato 3º marchese di Pescara e conte di Monteodorisio; figlio di Ruy López Dávalos (?-1428) |
| 5  | Alfonso II                 | 1484-1495        | Diana de Cardona; 4º marchese di Pescara; figlio del suo predecessore |
| 6  | Fernando Francesco I       | 1495-1525        | Vittoria Colonna; 5º marchese di Pescara; figlio del suo predecessore |
| 7  | Alfonso III                | 1525-1546        | Maria d'Aragona; 6º marchese di Pescara (titolo confermato da Carlo V d'Asburgo il 22 luglio 1532), 2º marchese del Vasto, figlio di Innico II 1º marchese del Vasto e cugino del suo predecessore; Cavaliere dell'Ordine del Toson d'oro dal 1531 |
| 8  | Francesco Ferdinando       | 1546-1571        | Isabella Gonzaga; 7º marchese di Pescara, 3º marchese del Vasto; figlio del suo predecessore; Cavaliere dell'Ordine del Toson d'oro dal 1555 |
| 9  | Alfonso Felice             | 1571-1593        | Lavinia Feltria Della Rovere; 8º marchese di Pescara, 4º marchese del Vasto; figlio del suo predecessore; Cavaliere dell'Ordine del Toson d'oro dal 1586 |
| 10 | Innico III                 | 1593-1632        | Isabella d'Avalos (1593-1648), unica figlia del suo predecessore Alfonso Felice e sua nipote; diviene per matrimonio 9º marchese di Pescara e 5º marchese del Vasto; figlio di Cesare d'Avalos; Cavaliere dell'Ordine del Toson d'oro dal 1606 |
| 11 | Ferdinando Francesco       | 1632-1648 o 1665 | Geronima Doria (1612-1682), figlia di Andrea II Doria (1570-1612) e Giovanna Colonna; 10º marchese di Pescara, 6º marchese del Vasto; muore senza lasciare discendenza |
| 12 | Diego I                    | 1648 o 1687-1697 | Francesca Carafa di Roccella; 11º marchese di Pescara (de jure dal 1687), 7º marchese del Vasto (dal 1665), 1º principe di Isernia (titolo creato ex novo nel 1644); fratello del suo predecessore |
| 13 | Ferdinando Francesco       | 1651-1672        | Sposa nel Real Alcázar di Madrid il 14 gennaio 1672 Isabel Ana Sarmiento de los Cobos y Portocarrero, figlia quintogenita di Manuel de los Cobos y Luna IV marchese di Camarasa e Isabel de Portocarrero y de Luna; 12º marchese di Pescara; Cavaliere dell'Ordine del Toson d'oro dal 1672; figlio del predecessore |
| 14 | Diego                      | 1672-1690        | 13º marchese di Pescara; figlio del suo predecessore; muore senza lasciare discendenza |
| 15 | Cesare Michelangelo        | 1697-1729        | Ippolita d'Avalos di Troia (sua cugina, figlia di Giovanni II d'Avalos, 2º Principe di Troia); nominato principe del Sacro Romano Impero (1704) da Leopoldo I; diviene 14º marchese di Pescara, 8º marchese del Vasto, 2º principe di Isernia alla morte del padre Diego I d'Avalos; muore senza lasciare discendenza; Cavaliere dell'Ordine del Toson d'oro dal 1699 |
| 16 | Giovan Battista            | 1729-1749        | Silvia Spinelli; 15º marchese di Pescara, 9º marchese del Vasto, 6º principe di Montesarchio, 4º principe di Troia; Principe del Sacro Romano Impero; nipote del suo predecessore; muore senza lasciare discendenza |
| 17 | Diego II                   | 1749-1776        | Eleonora d'Acquaviva; 16º marchese di Pescara, 10º marchese del Vasto, 7º principe di Montesarchio, 5º principe di Troia; Grandezza di Spagna di prima classe confermata da Ferdinando VI di Spagna tramite Real Decreto del 16 di febbraio del 1749 (Real despacho del 16 febbraio 1762) con antichità al 1532; Principe del Sacro Romano Impero; fratello del suo predecessore |
| 18 | Tommaso                    | 1776-1806        | Francesca Caracciolo; ultimo marchese sovrano a causa dell'eversione della feudalità; 17º marchese di Pescara, 11º marchese del Vasto, 8º principe di Montesarchio, 6º principe di Troia; Principe del Sacro Romano Impero; figlio del suo predecessore |
| 19 | Ferdinando                 | 1806-1841        | Giulia Caetani; 18º marchese di Pescara, 12º marchese del Vasto, 9º principe di Montesarchio, 7º principe di Troia; Principe del Sacro Romano Impero; muore senza lasciare discendenza; nipote del suo predecessore |
| 20 | Alfonso V                  | 1841-1862        | 19º marchese di Pescara, 13º marchese del Vasto, 10º principe di Montesarchio, 8º principe di Troia; Principe del Sacro Romano Impero; Grande di Prima Classe; cavaliere della Gran Croce dell'Ordine di San Gregorio Magno, dell'Ordine di San Gennaro, dell'Ordine di San Giuseppe; commendatore dell'Ordine di Cristo. Fratello del suo predecessore, alla sua morte si estingue il ramo principale del casato. |

## Il ramo italiano dei d'Avalos (Duchi d'Avalos) sino ai giorni nostri
Tutti gli attuali esponenti della famiglia d'Avalos del ramo italiano discendono da Andrea d'Avalos (1700-1746), figlio terzogenito di Giovanni II d'Avalos, Principe di Troia e della sua consorte Giulia d'Avalos. Andrea aveva sposato nel 1725 Cosima Beatrice Antonia Caracciolo (1695-1764), VII duchessa di Celenza, II principessa di Torrebruna; il loro figlio primogenito Carlo aveva ereditato i titoli materni.
1. Carlo Cesare d'Avalos d'Aquino d'Aragona, Principe di Torrebruna; Duca di Celenza (1727–1810) ∞ Maria Teresa d'Avalos d'Aquino d'Aragona (1745–1820), figlia di Diego d’A. d’A. d’A., Marchese di Pescara, Marchese di Vasto e di Eleonora d'Acquaviva dei Duchi d'Atri e Conti di Conversano
  1. Gaetano d'Avalos d'Aquino d'Aragona, Creato Duca d'Avalos con Regio decreto di Gioacchino Murat datato 2 agosto 1813[46]; Patrizio napoletano; Primo scudiero del re Gioacchino Murat (1775–1855); ∞ (1810) Jeanne Hortense Andrieu (1792–1855); nipote di Gioacchino Murat, Re di Napoli
    1. Carlo d'Avalos d'Aquino d'Aragona, 2º Duca d'Avalos; Patrizio napoletano (1817-1866)
    2. Francesco d'Avalos d'Aquino d'Aragona, 3º Duca d'Avalos; Patrizio napoletano (1819–1885); ∞ (1867) Cherubina Caturano
      1. Giuseppe d'Avalos d'Aquino d'Aragona, 4º Duca d'Avalos; Patrizio napoletano (1865–1907); ∞ Maria de Varona
        1. Carlo d'Avalos d'Aquino d'Aragona, 5º Duca d'Avalos (1891–1970); ∞ Giuseppina Basevi
          1. Maria d'Avalos d'Aquino d'Aragona (* Napoli 1925-2020); ∞ Dr. Domenico Viggiani (1922-1998);
            1. Giuseppe Viggiani (* Napoli 1949); ∞ Donatella Dentice di Accadia Capozzi di Santa Maria Ingrisone (* Roma 1956)

          2. Francesco d'Avalos d'Aquino d'Aragona, autorizzato ad assumere e portare il titolo di Principe del Sacro Romano Impero in seguito a delibera del Corpo della Nobiltà Italiana; rinnovo dei titoli di Marchese di Pescara e Marchese del Vasto con Regie lettere patenti; 6º Duca d'Avalos (1930–2014), compositore e direttore d'orchestra; ∞ Antonella Nughes-Serra
            1. Andrea d'Avalos d'Aquino d'Aragona, 7º Duca d'Avalos (* Londra 1971)

## Genealogia
|                 |                 |                 |                 |                   |                   |                   |                   |                   |                   |                  |                                              |                                              |                                                      |                                                      |                                                                             |                                                                             | | |                                                  |                                                      |                                                              |                                                              |                                                    |                         |                    |                                                                    |                                                                    |                                                                                             |                                                                                             |                                                      |                                                      |                                             |                                               |                                                                                           |                                                                                           |                                                   |                                                   |                                                                               |                                                                               |                                                  |                                                        |                                                                                           |                                                                                           |                                                                                               |                                                                                               |                                          |                                       |                                              |                                              |                    |                                                  |                                                  |                                                                                    |                                                                                    | | |                                    |                                             |                                             |                  |                   |                   |                  |                  |                                         |                            |                                                                                 |                                                                                 |                                                                         |                                                                         |                  |                  |                  |                  |                 |                 |                                                    |                                                    |                                                    |                   |                 |                 |                   |                   |                |                |                                                  |                                                  |                                             |                                             |                    |                    |                   |                   |                  |                  |                                                                                 |                                                                                 |
|                 |                 |                 |                 |                   |                   |                   |                   |                   |                   |                  |                                              |                                              |                                                      |                                                      |                                                                             |                                                                             | | |                                                  |                                                      |                                                              |                                                              |                                                    |                         |                    |                                                                    |                                                                    |                                                                                             |                                                                                             |                                                      |                                                      |                                             |                                               |                                                                                           |                                                                                           |                                                   |                                                   |                                                                               |                                                                               |                                                  |                                                        |                                                                                           |                                                                                           |                                                                                               |                                                                                               |                                          |                                       |                                              |                                              |                    |                                                  |                                                  |                                                                                    |                                                                                    | | |                                    |                                             |                                             |                  |                   |                   |                  |                  | Ruy López Dávalos sp. Costanza de Tovar |                            |                                                                                 |                                                                                 |                                                                         |                                                                         |                  |                  |                  |                  |                 |                 |                                                    |                                                    |                                                    |                   |                 |                 |                   |                   |                |                |                                                  |                                                  |                                             |                                             |                    |                    |                   |                   |                  |                  |                                                                                 |                                                                                 |
|                 |                 |                 |                 |                   |                   |                   |                   |                   |                   |                  |                                              |                                              |                                                      |                                                      |                                                                             |                                                                             | | |                                                  |                                                      |                                                              |                                                              |                                                    |                         |                    |                                                                    |                                                                    |                                                                                             |                                                                                             |                                                      |                                                      |                                             |                                               |                                                                                           |                                                                                           |                                                   |                                                   |                                                                               |                                                                               |                                                  |                                                        |                                                                                           |                                                                                           |                                                                                               |                                                                                               |                                          |                                       |                                              |                                              |                    |                                                  |                                                  |                                                                                    |                                                                                    | | |                                    |                                             |                                             |                  |                   |                   |                  |                  |                                         |                            |                                                                                 |                                                                                 |                                                                         |                                                                         |                  |                  |                  |                  |                 |                 |                                                    |                                                    |                                                    |                   |                 |                 |                   |                   |                |                |                                                  |                                                  |                                             |                                             |                    |                    |                   |                   |                  |                  |                                                                                 |                                                                                 |
|                 |                 |                 |                 |                   |                   |                   |                   |                   |                   |                  |                                              |                                              |                                                      |                                                      |                                                                             |                                                                             | | |                                                  |                                                      |                                                              |                                                              |                                                    |                         |                    |                                                                    |                                                                    |                                                                                             |                                                                                             |                                                      |                                                      |                                             |                                               |                                                                                           |                                                                                           |                                                   |                                                   |                                                                               |                                                                               |                                                  |                                                        |                                                                                           |                                                                                           |                                                                                               |                                                                                               |                                          |                                       |                                              |                                              |                    |                                                  |                                                  |                                                                                    |                                                                                    | | |                                    |                                             |                                             |                  |                   |                   |                  |                  |                                         |                            |                                                                                 |                                                                                 |                                                                         |                                                                         |                  |                  |                  |                  |                 |                 |                                                    |                                                    |                                                    |                   |                 |                 |                   |                   |                |                |                                                  |                                                  |                                             |                                             |                    |                    |                   |                   |                  |                  |                                                                                 |                                                                                 |
|                 |                 |                 |                 |                   |                   |                   |                   |                   |                   |                  |                                              |                                              |                                                      |                                                      |                                                                             |                                                                             | | |                                                  |                                                      |                                                              |                                                              |                                                    |                         |                    |                                                                    |                                                                    |                                                                                             |                                                                                             |                                                      |                                                      |                                             |                                               |                                                                                           |                                                                                           |                                                   |                                                   |                                                                               |                                                                               |                                                  |                                                        | Innico Dávalos sp. Antonella d'Aquino                                                     | Innico Dávalos sp. Antonella d'Aquino                                                     |                                                                                               |                                                                                               |                                          |                                       |                                              |                                              |                    |                                                  |                                                  |                                                                                    |                                                                                    | | |                                    |                                             |                                             |                  |                   |                   |                  |                  |                                         |                            |                                                                                 |                                                                                 |                                                                         |                                                                         |                  |                  |                  |                  |                 |                 |                                                    |                                                    |                                                    |                   |                 |                 |                   |                   |                |                | Alfonso Dávalos sp. Delia Orsini                 | Alfonso Dávalos sp. Delia Orsini                 | Rodrigo Dávalos                             | Rodrigo Dávalos                             |                    |                    |                   |                   |                  |                  |                                                                                 |                                                                                 |
|                 |                 |                 |                 |                   |                   |                   |                   |                   |                   |                  |                                              |                                              |                                                      |                                                      |                                                                             |                                                                             | | |                                                  |                                                      |                                                              |                                                              |                                                    |                         |                    |                                                                    |                                                                    |                                                                                             |                                                                                             |                                                      |                                                      |                                             |                                               |                                                                                           |                                                                                           |                                                   |                                                   |                                                                               |                                                                               |                                                  |                                                        |                                                                                           |                                                                                           |                                                                                               |                                                                                               |                                          |                                       |                                              |                                              |                    |                                                  |                                                  |                                                                                    |                                                                                    | | |                                    |                                             |                                             |                  |                   |                   |                  |                  |                                         |                            |                                                                                 |                                                                                 |                                                                         |                                                                         |                  |                  |                  |                  |                 |                 |                                                    |                                                    |                                                    |                   |                 |                 |                   |                   |                |                |                                                  |                                                  |                                             |                                             |                    |                    |                   |                   |                  |                  |                                                                                 |                                                                                 |
|                 |                 |                 |                 |                   |                   |                   |                   |                   |                   |                  |                                              |                                              |                                                      |                                                      |                                                                             |                                                                             | | |                                                  |                                                      |                                                              |                                                              |                                                    |                         |                    |                                                                    |                                                                    |                                                                                             |                                                                                             |                                                      |                                                      |                                             |                                               |                                                                                           |                                                                                           |                                                   |                                                   |                                                                               |                                                                               |                                                  |                                                        |                                                                                           |                                                                                           |                                                                                               |                                                                                               |                                          |                                       |                                              |                                              |                    |                                                  |                                                  |                                                                                    |                                                                                    | | |                                    |                                             |                                             |                  |                   |                   |                  |                  |                                         |                            |                                                                                 |                                                                                 |                                                                         |                                                                         |                  |                  |                  |                  |                 |                 |                                                    |                                                    |                                                    |                   |                 |                 |                   |                   |                |                |                                                  |                                                  |                                             |                                             |                    |                    |                   |                   |                  |                  |                                                                                 |                                                                                 |
|                 |                 |                 |                 |                   |                   |                   |                   |                   |                   |                  |                                              |                                              |                                                      |                                                      |                                                                             |                                                                             | | |                                                  |                                                      |                                                              |                                                              |                                                    |                         |                    |                                                                    |                                                                    |                                                                                             |                                                                                             |                                                      |                                                      |                                             |                                               |                                                                                           |                                                                                           | Martino d'Avalos                                  | Martino d'Avalos                                  | Costanza d'Avalos sp. Federico del Balzo                                      | Costanza d'Avalos sp. Federico del Balzo                                      | Alfonso II d'Avalos sp. Diana de Cardona         | Alfonso II d'Avalos sp. Diana de Cardona               | Ippolita d'Avalos sp. 1)Carlo d'Aragona, II marchese di Gerace 2)Giovanni Cola Caracciolo | Ippolita d'Avalos sp. 1)Carlo d'Aragona, II marchese di Gerace 2)Giovanni Cola Caracciolo | Innico II d'Avalos sp. Laura Sanseverino                                                      | Innico II d'Avalos sp. Laura Sanseverino                                                      | Rodrigo d'Avalos                         | Rodrigo d'Avalos                      | Beatrice d'Avalos sp. Gian Giacomo Trivulzio | Beatrice d'Avalos sp. Gian Giacomo Trivulzio |                    |                                                  |                                                  |                                                                                    |                                                                                    | | |                                    |                                             |                                             |                  |                   |                   |                  |                  |                                         |                            |                                                                                 |                                                                                 |                                                                         |                                                                         |                  |                  |                  |                  |                 |                 |                                                    |                                                    |                                                    |                   |                 |                 |                   |                   |                |                | Rodrigo d'Avalos sp. 1)? 2)Feliciana de Gregorio | Rodrigo d'Avalos sp. 1)? 2)Feliciana de Gregorio |                                             |                                             |                    |                    |                   |                   |                  |                  |                                                                                 |                                                                                 |
|                 |                 |                 |                 |                   |                   |                   |                   |                   |                   |                  |                                              |                                              |                                                      |                                                      |                                                                             |                                                                             | | |                                                  |                                                      |                                                              |                                                              |                                                    |                         |                    |                                                                    |                                                                    |                                                                                             |                                                                                             |                                                      |                                                      |                                             |                                               |                                                                                           |                                                                                           |                                                   |                                                   |                                                                               |                                                                               |                                                  |                                                        |                                                                                           |                                                                                           |                                                                                               |                                                                                               |                                          |                                       |                                              |                                              |                    |                                                  |                                                  |                                                                                    |                                                                                    | | |                                    |                                             |                                             |                  |                   |                   |                  |                  |                                         |                            |                                                                                 |                                                                                 |                                                                         |                                                                         |                  |                  |                  |                  |                 |                 |                                                    |                                                    |                                                    |                   |                 |                 |                   |                   |                |                |                                                  |                                                  |                                             |                                             |                    |                    |                   |                   |                  |                  |                                                                                 |                                                                                 |
|                 |                 |                 |                 |                   |                   |                   |                   |                   |                   |                  |                                              |                                              |                                                      |                                                      |                                                                             |                                                                             | | |                                                  |                                                      |                                                              |                                                              |                                                    |                         |                    |                                                                    |                                                                    |                                                                                             |                                                                                             |                                                      |                                                      |                                             |                                               |                                                                                           |                                                                                           |                                                   |                                                   |                                                                               |                                                                               |                                                  |                                                        |                                                                                           |                                                                                           |                                                                                               |                                                                                               |                                          |                                       |                                              |                                              |                    |                                                  |                                                  |                                                                                    |                                                                                    | | |                                    |                                             |                                             |                  |                   |                   |                  |                  |                                         |                            |                                                                                 |                                                                                 |                                                                         |                                                                         |                  |                  |                  |                  |                 |                 |                                                    |                                                    |                                                    |                   |                 |                 |                   |                   |                |                |                                                  |                                                  |                                             |                                             |                    |                    |                   |                   |                  |                  |                                                                                 |                                                                                 |
|                 |                 |                 |                 |                   |                   |                   |                   |                   |                   |                  |                                              |                                              |                                                      |                                                      |                                                                             |                                                                             | | |                                                  |                                                      |                                                              |                                                              |                                                    |                         |                    |                                                                    |                                                                    |                                                                                             |                                                                                             |                                                      |                                                      |                                             |                                               |                                                                                           |                                                                                           |                                                   |                                                   |                                                                               |                                                                               | Fernando Francesco d'Avalos sp. Vittoria Colonna | Fernando Francesco d'Avalos sp. Vittoria Colonna       |                                                                                           | Costanza d'Avalos Piccolomini sp. Alfonso II Piccolomini                                  | Costanza d'Avalos Piccolomini sp. Alfonso II Piccolomini                                      | Alfonso III d'Avalos sp. Maria d'Aragona                                                      | Alfonso III d'Avalos sp. Maria d'Aragona |                                       |                                              |                                              |                    |                                                  |                                                  |                                                                                    |                                                                                    | | |                                    |                                             |                                             |                  |                   |                   |                  |                  |                                         |                            |                                                                                 |                                                                                 |                                                                         |                                                                         |                  |                  |                  |                  |                 |                 |                                                    | Alfonso d'Avalos sp. Costanza Caracciolo d'Aragona | Alfonso d'Avalos sp. Costanza Caracciolo d'Aragona |                   |                 |                 |                   |                   |                |                |                                                  |                                                  | Girolamo d'Avalos sp. Feliciana Mascambruno | Girolamo d'Avalos sp. Feliciana Mascambruno | Antonio d'Avalos   | Antonio d'Avalos   | Giovanna d'Avalos | Giovanna d'Avalos | Eugenia d'Avalos | Eugenia d'Avalos | Diana (o Daria) d'Avalos sp. 1)Giovan Vincenzo della Marra 2)Giovanni Tomacello | Diana (o Daria) d'Avalos sp. 1)Giovan Vincenzo della Marra 2)Giovanni Tomacello |
|                 |                 |                 |                 |                   |                   |                   |                   |                   |                   |                  |                                              |                                              |                                                      |                                                      |                                                                             |                                                                             | | |                                                  |                                                      |                                                              |                                                              |                                                    |                         |                    |                                                                    |                                                                    |                                                                                             |                                                                                             |                                                      |                                                      |                                             |                                               |                                                                                           |                                                                                           |                                                   |                                                   |                                                                               |                                                                               |                                                  |                                                        |                                                                                           |                                                                                           |                                                                                               |                                                                                               |                                          |                                       |                                              |                                              |                    |                                                  |                                                  |                                                                                    |                                                                                    | | |                                    |                                             |                                             |                  |                   |                   |                  |                  |                                         |                            |                                                                                 |                                                                                 |                                                                         |                                                                         |                  |                  |                  |                  |                 |                 |                                                    |                                                    |                                                    |                   |                 |                 |                   |                   |                |                |                                                  |                                                  |                                             |                                             |                    |                    |                   |                   |                  |                  |                                                                                 |                                                                                 |
|                 |                 |                 |                 |                   |                   |                   |                   |                   |                   |                  |                                              |                                              |                                                      |                                                      |                                                                             |                                                                             | | |                                                  |                                                      |                                                              |                                                              |                                                    |                         |                    |                                                                    |                                                                    |                                                                                             |                                                                                             |                                                      |                                                      |                                             |                                               |                                                                                           |                                                                                           |                                                   |                                                   |                                                                               |                                                                               |                                                  |                                                        |                                                                                           |                                                                                           |                                                                                               |                                                                                               |                                          |                                       |                                              |                                              |                    |                                                  |                                                  |                                                                                    |                                                                                    | | |                                    |                                             |                                             |                  |                   |                   |                  |                  |                                         |                            |                                                                                 |                                                                                 |                                                                         |                                                                         |                  |                  |                  |                  |                 |                 |                                                    |                                                    |                                                    |                   |                 |                 |                   |                   |                |                |                                                  |                                                  |                                             |                                             |                    |                    |                   |                   |                  |                  |                                                                                 |                                                                                 |
|                 |                 |                 |                 |                   |                   |                   |                   |                   |                   |                  |                                              |                                              |                                                      |                                                      |                                                                             |                                                                             | | |                                                  |                                                      |                                                              | Francesco Ferdinando d'Avalos sp. Isabella Gonzaga           | Francesco Ferdinando d'Avalos sp. Isabella Gonzaga |                         |                    |                                                                    |                                                                    | Maria d'Avalos                                                                              | Maria d'Avalos                                                                              |                                                      |                                                      |                                             |                                               | Antonia d'Avalos sp. 1)Giangiacomo Trivulzio 2)Orazio I di Lannoy, IV principe di Sulmona | Antonia d'Avalos sp. 1)Giangiacomo Trivulzio 2)Orazio I di Lannoy, IV principe di Sulmona |                                                   |                                                   |                                                                               |                                                                               | Innico d'Avalos d'Aragona                        | Innico d'Avalos d'Aragona                              |                                                                                           |                                                                                           |                                                                                               |                                                                                               |                                          | Cesare d'Avalos sp. Lucrezia del Tufo | Cesare d'Avalos sp. Lucrezia del Tufo        |                                              |                    |                                                  |                                                  |                                                                                    |                                                                                    | | | Giovanni d'Avalos sp. Maria Orsini | Giovanni d'Avalos sp. Maria Orsini          |                                             |                  |                   |                   |                  |                  |                                         |                            | Carlo d'Avalos sp. Sveva Gesualdo                                               | Carlo d'Avalos sp. Sveva Gesualdo                                               | Beatrice d'Avalos sp. Alfonso de Guevara                                | Beatrice d'Avalos sp. Alfonso de Guevara                                | Rodrigo d'Avalos | Rodrigo d'Avalos | Antonio d'Avalos | Antonio d'Avalos | Pietro d'Avalos | Pietro d'Avalos | Diana (o Daria) d'Avalos sp. Giovan Battista David | Diana (o Daria) d'Avalos sp. Giovan Battista David | Giovanni d'Avalos                                  | Giovanni d'Avalos | Pompeo d'Avalos | Pompeo d'Avalos | Ippolita d'Avalos | Ippolita d'Avalos | Maria d'Avalos | Maria d'Avalos | Girolamo d'Avalos                                | Girolamo d'Avalos                                | Sancho d'Avalos                             | Sancho d'Avalos                             | Ruy López d'Avalos | Ruy López d'Avalos |                   |                   |                  |                  |                                                                                 |                                                                                 |
|                 |                 |                 |                 |                   |                   |                   |                   |                   |                   |                  |                                              |                                              |                                                      |                                                      |                                                                             |                                                                             | | |                                                  |                                                      |                                                              |                                                              |                                                    |                         |                    |                                                                    |                                                                    |                                                                                             |                                                                                             |                                                      |                                                      |                                             |                                               |                                                                                           |                                                                                           |                                                   |                                                   |                                                                               |                                                                               |                                                  |                                                        |                                                                                           |                                                                                           |                                                                                               |                                                                                               |                                          |                                       |                                              |                                              |                    |                                                  |                                                  |                                                                                    |                                                                                    | | |                                    |                                             |                                             |                  |                   |                   |                  |                  |                                         |                            |                                                                                 |                                                                                 |                                                                         |                                                                         |                  |                  |                  |                  |                 |                 |                                                    |                                                    |                                                    |                   |                 |                 |                   |                   |                |                |                                                  |                                                  |                                             |                                             |                    |                    |                   |                   |                  |                  |                                                                                 |                                                                                 |
|                 |                 |                 |                 |                   |                   |                   |                   |                   |                   |                  |                                              |                                              |                                                      |                                                      |                                                                             |                                                                             | | |                                                  |                                                      |                                                              |                                                              |                                                    |                         |                    |                                                                    |                                                                    |                                                                                             |                                                                                             |                                                      |                                                      |                                             |                                               |                                                                                           |                                                                                           |                                                   |                                                   |                                                                               |                                                                               |                                                  |                                                        |                                                                                           |                                                                                           |                                                                                               |                                                                                               |                                          |                                       |                                              |                                              |                    |                                                  |                                                  |                                                                                    |                                                                                    | | |                                    |                                             |                                             |                  |                   |                   |                  |                  |                                         |                            |                                                                                 |                                                                                 |                                                                         |                                                                         |                  |                  |                  |                  |                 |                 |                                                    |                                                    |                                                    |                   |                 |                 |                   |                   |                |                |                                                  |                                                  |                                             |                                             |                    |                    |                   |                   |                  |                  |                                                                                 |                                                                                 |
|                 |                 |                 |                 |                   |                   |                   |                   |                   |                   |                  |                                              |                                              |                                                      |                                                      |                                                                             |                                                                             | | |                                                  |                                                      | Alfonso Felice d'Avalos sp. Lavinia Feltria Della Rovere     | Alfonso Felice d'Avalos sp. Lavinia Feltria Della Rovere     | Tommaso d'Avalos                                   | Tommaso d'Avalos        |                    |                                                                    |                                                                    |                                                                                             |                                                                                             |                                                      |                                                      |                                             |                                               |                                                                                           |                                                                                           | Giovanni I d'Avalos sp. Andreana di Sangro        | Giovanni I d'Avalos sp. Andreana di Sangro        |                                                                               |                                                                               |                                                  |                                                        |                                                                                           |                                                                                           |                                                                                               |                                                                                               |                                          |                                       |                                              |                                              |                    |                                                  |                                                  |                                                                                    |                                                                                    | | |                                    | Innico III d'Avalos 1 sp. Isabella d'Avalos | Innico III d'Avalos 1 sp. Isabella d'Avalos |                  |                   |                   |                  |                  | Alfonso Francesco d'Avalos              | Alfonso Francesco d'Avalos | Ferdinando d'Avalos sp. Margherita d'Aragona                                    | Ferdinando d'Avalos sp. Margherita d'Aragona                                    | Maria d'Avalos sp. 1)Federico Carafa 2)Alfonso Gioieni 3)Carlo Gesualdo | Maria d'Avalos sp. 1)Federico Carafa 2)Alfonso Gioieni 3)Carlo Gesualdo |                  |                  |                  |                  |                 |                 |                                                    |                                                    |                                                    |                   |                 |                 |                   |                   |                |                |                                                  |                                                  |                                             |                                             |                    |                    |                   |                   |                  |                  |                                                                                 |                                                                                 |
|                 |                 |                 |                 |                   |                   |                   |                   |                   |                   |                  |                                              |                                              |                                                      |                                                      |                                                                             |                                                                             | | |                                                  |                                                      |                                                              |                                                              |                                                    |                         |                    |                                                                    |                                                                    |                                                                                             |                                                                                             |                                                      |                                                      |                                             |                                               |                                                                                           |                                                                                           |                                                   |                                                   |                                                                               |                                                                               |                                                  |                                                        |                                                                                           |                                                                                           |                                                                                               |                                                                                               |                                          |                                       |                                              |                                              |                    |                                                  |                                                  |                                                                                    |                                                                                    | | |                                    |                                             |                                             |                  |                   |                   |                  |                  |                                         |                            |                                                                                 |                                                                                 |                                                                         |                                                                         |                  |                  |                  |                  |                 |                 |                                                    |                                                    |                                                    |                   |                 |                 |                   |                   |                |                |                                                  |                                                  |                                             |                                             |                    |                    |                   |                   |                  |                  |                                                                                 |                                                                                 |
|                 |                 |                 |                 |                   |                   |                   |                   |                   |                   |                  |                                              |                                              |                                                      |                                                      |                                                                             |                                                                             | | |                                                  |                                                      |                                                              |                                                              |                                                    |                         |                    |                                                                    |                                                                    |                                                                                             |                                                                                             |                                                      |                                                      |                                             |                                               |                                                                                           |                                                                                           |                                                   |                                                   |                                                                               |                                                                               |                                                  |                                                        |                                                                                           |                                                                                           |                                                                                               |                                                                                               |                                          |                                       |                                              |                                              |                    |                                                  |                                                  |                                                                                    |                                                                                    | | |                                    |                                             |                                             |                  |                   |                   |                  |                  |                                         |                            |                                                                                 |                                                                                 |                                                                         |                                                                         |                  |                  |                  |                  |                 |                 |                                                    |                                                    |                                                    |                   |                 |                 |                   |                   |                |                |                                                  |                                                  |                                             |                                             |                    |                    |                   |                   |                  |                  |                                                                                 |                                                                                 |
|                 |                 |                 |                 |                   |                   |                   |                   |                   |                   |                  |                                              |                                              |                                                      |                                                      |                                                                             |                                                                             | | Isabella d'Avalos 1 sp. Innico III d'Avalos                                                                                 | Isabella d'Avalos 1 sp. Innico III d'Avalos      | Caterina d'Avalos sp. Camillo II Gonzaga             | Caterina d'Avalos sp. Camillo II Gonzaga                     | Ferrante Francesco d'Avalos                                  | Ferrante Francesco d'Avalos                        | Maria d'Avalos          | Maria d'Avalos     | Giuseppe d'Avalos                                                  | Giuseppe d'Avalos                                                  | Andrea d'Avalos sp. Anna de Guevara                                                         | Andrea d'Avalos sp. Anna de Guevara                                                         |                                                      |                                                      | Francesco d'Avalos sp. Andreana Caracciolo  | Francesco d'Avalos sp. Andreana Caracciolo    | Geronima d'Avalos                                                                         | Geronima d'Avalos                                                                         | Lucrezia d'Avalos                                 | Lucrezia d'Avalos                                 | Lavinia d'Avalos                                                              | Lavinia d'Avalos                                                              | Anna d'Avalos                                    | Anna d'Avalos                                          | Vittoria d'Avalos                                                                         | Vittoria d'Avalos                                                                         | Margherita d'Avalos sp. Francesco Caracciolo, II marchese di Mottola, I marchese di Cervinara | Margherita d'Avalos sp. Francesco Caracciolo, II marchese di Mottola, I marchese di Cervinara | Carlo d'Avalos                           | Carlo d'Avalos                        |                                              |                                              |                    | Ferdinando Francesco d'Avalos sp. Geronima Doria | Ferdinando Francesco d'Avalos sp. Geronima Doria | Diego I d'Avalos sp. Francesca Giulia Maria Carafa della Roccella                  | Diego I d'Avalos sp. Francesca Giulia Maria Carafa della Roccella                  | Francesca d'Avalos sp. 1)Marino II Caracciolo, III principe di Avellino 2)Pompeo Colonna, III principe di Gallicano, V duca di Zagarolo | Francesca d'Avalos sp. 1)Marino II Caracciolo, III principe di Avellino 2)Pompeo Colonna, III principe di Gallicano, V duca di Zagarolo | Tommaso d'Avalos                   | Tommaso d'Avalos                            | Alfonso d'Avalos                            | Alfonso d'Avalos | Lucrezia d'Avalos | Lucrezia d'Avalos | Antonia d'Avalos | Antonia d'Avalos | Bonaventura d'Avalos                    | Bonaventura d'Avalos       | Sveva d'Avalos sp. 1)Giulio Cesare di Capua, principe di Conca 2)Niccolò d'Este | Sveva d'Avalos sp. 1)Giulio Cesare di Capua, principe di Conca 2)Niccolò d'Este |                                                                         |                                                                         |                  |                  |                  |                  |                 |                 |                                                    |                                                    |                                                    |                   |                 |                 |                   |                   |                |                |                                                  |                                                  |                                             |                                             |                    |                    |                   |                   |                  |                  |                                                                                 |                                                                                 |
|                 |                 |                 |                 |                   |                   |                   |                   |                   |                   |                  |                                              |                                              |                                                      |                                                      |                                                                             |                                                                             | | |                                                  |                                                      |                                                              |                                                              |                                                    |                         |                    |                                                                    |                                                                    |                                                                                             |                                                                                             |                                                      |                                                      |                                             |                                               |                                                                                           |                                                                                           |                                                   |                                                   |                                                                               |                                                                               |                                                  |                                                        |                                                                                           |                                                                                           |                                                                                               |                                                                                               |                                          |                                       |                                              |                                              |                    |                                                  |                                                  |                                                                                    |                                                                                    | | |                                    |                                             |                                             |                  |                   |                   |                  |                  |                                         |                            |                                                                                 |                                                                                 |                                                                         |                                                                         |                  |                  |                  |                  |                 |                 |                                                    |                                                    |                                                    |                   |                 |                 |                   |                   |                |                |                                                  |                                                  |                                             |                                             |                    |                    |                   |                   |                  |                  |                                                                                 |                                                                                 |
|                 |                 |                 |                 |                   |                   |                   |                   |                   |                   |                  |                                              |                                              |                                                      |                                                      |                                                                             |                                                                             | | |                                                  |                                                      |                                                              |                                                              |                                                    |                         |                    |                                                                    |                                                                    |                                                                                             |                                                                                             |                                                      |                                                      |                                             |                                               |                                                                                           |                                                                                           |                                                   |                                                   |                                                                               |                                                                               |                                                  |                                                        |                                                                                           |                                                                                           |                                                                                               |                                                                                               |                                          |                                       |                                              |                                              |                    |                                                  |                                                  |                                                                                    |                                                                                    | | |                                    |                                             |                                             |                  |                   |                   |                  |                  |                                         |                            |                                                                                 |                                                                                 |                                                                         |                                                                         |                  |                  |                  |                  |                 |                 |                                                    |                                                    |                                                    |                   |                 |                 |                   |                   |                |                |                                                  |                                                  |                                             |                                             |                    |                    |                   |                   |                  |                  |                                                                                 |                                                                                 |
|                 |                 |                 |                 |                   |                   |                   |                   |                   |                   |                  |                                              |                                              |                                                      |                                                      |                                                                             |                                                                             | | |                                                  |                                                      |                                                              |                                                              |                                                    |                         |                    | Andreana d'Avalos sp. Giuseppe de' Medici, II principe di Ottajano | Andreana d'Avalos sp. Giuseppe de' Medici, II principe di Ottajano | Sveva d'Avalos sp. Giovanni de Guevara                                                      | Sveva d'Avalos sp. Giovanni de Guevara                                                      | Giulia d'Avalos 2 sp. Giovanni II d'Avalos           | Giulia d'Avalos 2 sp. Giovanni II d'Avalos           | Giovanni II d'Avalos 2 sp. Giulia d'Avalos  | Giovanni II d'Avalos 2 sp. Giulia d'Avalos    |                                                                                           |                                                                                           |                                                   |                                                   |                                                                               |                                                                               |                                                  |                                                        |                                                                                           |                                                                                           |                                                                                               |                                                                                               |                                          |                                       |                                              |                                              |                    | Isabella d'Avalos sp. Carlo Maria Carafa         | Isabella d'Avalos sp. Carlo Maria Carafa         | Ferdinando Francesco d'Avalos sp. Isabel Ana Sarmiento de los Cobos y Portocarrero | Ferdinando Francesco d'Avalos sp. Isabel Ana Sarmiento de los Cobos y Portocarrero | Cesare Michelangelo d'Avalos 3 sp. Ippolita d'Avalos                                                                                    | Cesare Michelangelo d'Avalos 3 sp. Ippolita d'Avalos                                                                                    |                                    |                                             |                                             |                  |                   |                   |                  |                  |                                         |                            |                                                                                 |                                                                                 |                                                                         |                                                                         |                  |                  |                  |                  |                 |                 |                                                    |                                                    |                                                    |                   |                 |                 |                   |                   |                |                |                                                  |                                                  |                                             |                                             |                    |                    |                   |                   |                  |                  |                                                                                 |                                                                                 |
|                 |                 |                 |                 |                   |                   |                   |                   |                   |                   |                  |                                              |                                              |                                                      |                                                      |                                                                             |                                                                             | | |                                                  |                                                      |                                                              |                                                              |                                                    |                         |                    |                                                                    |                                                                    |                                                                                             |                                                                                             |                                                      |                                                      |                                             |                                               |                                                                                           |                                                                                           |                                                   |                                                   |                                                                               |                                                                               |                                                  |                                                        |                                                                                           |                                                                                           |                                                                                               |                                                                                               |                                          |                                       |                                              |                                              |                    |                                                  |                                                  |                                                                                    |                                                                                    | | |                                    |                                             |                                             |                  |                   |                   |                  |                  |                                         |                            |                                                                                 |                                                                                 |                                                                         |                                                                         |                  |                  |                  |                  |                 |                 |                                                    |                                                    |                                                    |                   |                 |                 |                   |                   |                |                |                                                  |                                                  |                                             |                                             |                    |                    |                   |                   |                  |                  |                                                                                 |                                                                                 |
|                 |                 |                 |                 |                   |                   |                   |                   |                   |                   |                  |                                              |                                              |                                                      |                                                      |                                                                             |                                                                             | | |                                                  |                                                      |                                                              |                                                              |                                                    |                         |                    |                                                                    |                                                                    |                                                                                             |                                                                                             |                                                      |                                                      |                                             |                                               |                                                                                           |                                                                                           |                                                   |                                                   |                                                                               |                                                                               |                                                  |                                                        |                                                                                           |                                                                                           |                                                                                               |                                                                                               |                                          |                                       |                                              |                                              |                    |                                                  |                                                  |                                                                                    |                                                                                    | | |                                    |                                             |                                             |                  |                   |                   |                  |                  |                                         |                            |                                                                                 |                                                                                 |                                                                         |                                                                         |                  |                  |                  |                  |                 |                 |                                                    |                                                    |                                                    |                   |                 |                 |                   |                   |                |                |                                                  |                                                  |                                             |                                             |                    |                    |                   |                   |                  |                  |                                                                                 |                                                                                 |
|                 |                 |                 |                 |                   |                   |                   |                   |                   |                   |                  |                                              |                                              | Ippolita d'Avalos 3 sp. Cesare Michelangelo d'Avalos | Ippolita d'Avalos 3 sp. Cesare Michelangelo d'Avalos | Niccolò d'Avalos sp. Giovanna Caracciolo                                    | Niccolò d'Avalos sp. Giovanna Caracciolo                                    | | |                                                  |                                                      |                                                              |                                                              |                                                    |                         |                    |                                                                    |                                                                    |                                                                                             |                                                                                             |                                                      |                                                      |                                             |                                               |                                                                                           |                                                                                           |                                                   |                                                   |                                                                               |                                                                               |                                                  | Andrea d'Avalos sp. Cosima Beatrice Antonia Caracciolo | Andrea d'Avalos sp. Cosima Beatrice Antonia Caracciolo                                    | Andreana d'Avalos                                                                         | Andreana d'Avalos                                                                             | Anna d'Avalos                                                                                 | Anna d'Avalos                            | Francesca d'Avalos                    | Francesca d'Avalos                           | Nicoletta d'Avalos                           | Nicoletta d'Avalos | Isabella d'Avalos                                | Isabella d'Avalos                                | Diego d'Avalos                                                                     | Diego d'Avalos                                                                     | | |                                    |                                             |                                             |                  |                   |                   |                  |                  |                                         |                            |                                                                                 |                                                                                 |                                                                         |                                                                         |                  |                  |                  |                  |                 |                 |                                                    |                                                    |                                                    |                   |                 |                 |                   |                   |                |                |                                                  |                                                  |                                             |                                             |                    |                    |                   |                   |                  |                  |                                                                                 |                                                                                 |
|                 |                 |                 |                 |                   |                   |                   |                   |                   |                   |                  |                                              |                                              |                                                      |                                                      |                                                                             |                                                                             | | |                                                  |                                                      |                                                              |                                                              |                                                    |                         |                    |                                                                    |                                                                    |                                                                                             |                                                                                             |                                                      |                                                      |                                             |                                               |                                                                                           |                                                                                           |                                                   |                                                   |                                                                               |                                                                               |                                                  |                                                        |                                                                                           |                                                                                           |                                                                                               |                                                                                               |                                          |                                       |                                              |                                              |                    |                                                  |                                                  |                                                                                    |                                                                                    | | |                                    |                                             |                                             |                  |                   |                   |                  |                  |                                         |                            |                                                                                 |                                                                                 |                                                                         |                                                                         |                  |                  |                  |                  |                 |                 |                                                    |                                                    |                                                    |                   |                 |                 |                   |                   |                |                |                                                  |                                                  |                                             |                                             |                    |                    |                   |                   |                  |                  |                                                                                 |                                                                                 |
|                 |                 |                 |                 |                   |                   |                   |                   |                   |                   |                  |                                              |                                              |                                                      |                                                      |                                                                             |                                                                             | | |                                                  |                                                      |                                                              |                                                              |                                                    |                         |                    |                                                                    |                                                                    |                                                                                             |                                                                                             |                                                      |                                                      |                                             |                                               |                                                                                           |                                                                                           |                                                   |                                                   |                                                                               |                                                                               |                                                  |                                                        |                                                                                           |                                                                                           |                                                                                               |                                                                                               |                                          |                                       |                                              |                                              |                    |                                                  |                                                  |                                                                                    |                                                                                    | | |                                    |                                             |                                             |                  |                   |                   |                  |                  |                                         |                            |                                                                                 |                                                                                 |                                                                         |                                                                         |                  |                  |                  |                  |                 |                 |                                                    |                                                    |                                                    |                   |                 |                 |                   |                   |                |                |                                                  |                                                  |                                             |                                             |                    |                    |                   |                   |                  |                  |                                                                                 |                                                                                 |
|                 |                 |                 |                 |                   |                   |                   |                   |                   |                   |                  | Giovan Battista d'Avalos sp. Silvia Spinelli | Giovan Battista d'Avalos sp. Silvia Spinelli | Diego II d'Avalos sp. Eleonora d'Acquaviva           | Diego II d'Avalos sp. Eleonora d'Acquaviva           | Giulia d'Avalos sp. Francesco Marino II Caracciolo, VI principe di Avellino | Giulia d'Avalos sp. Francesco Marino II Caracciolo, VI principe di Avellino | Ippolita d'Avalos sp. Francesco Ruffo, VI duca di Bagnara, IV principe della Motta San Giovanni, IV principe di Sant'Antimo | Ippolita d'Avalos sp. Francesco Ruffo, VI duca di Bagnara, IV principe della Motta San Giovanni, IV principe di Sant'Antimo | Isabella d'Avalos                                | Isabella d'Avalos                                    |                                                              |                                                              |                                                    |                         |                    |                                                                    |                                                                    |                                                                                             |                                                                                             |                                                      |                                                      |                                             |                                               |                                                                                           |                                                                                           | Carlo Cesare d'Avalos 4 sp. Maria Teresa d'Avalos | Carlo Cesare d'Avalos 4 sp. Maria Teresa d'Avalos | Giulia d'Avalos sp. Marcantonio Colonna di Stigliano, III principe di Sonnino | Giulia d'Avalos sp. Marcantonio Colonna di Stigliano, III principe di Sonnino | Francesco d'Avalos                               | Francesco d'Avalos                                     | Costanza d'Avalos                                                                         | Costanza d'Avalos                                                                         | Carlotta d'Avalos                                                                             | Carlotta d'Avalos                                                                             | Gennaro d'Avalos                         | Gennaro d'Avalos                      |                                              |                                              |                    |                                                  |                                                  |                                                                                    |                                                                                    | | |                                    |                                             |                                             |                  |                   |                   |                  |                  |                                         |                            |                                                                                 |                                                                                 |                                                                         |                                                                         |                  |                  |                  |                  |                 |                 |                                                    |                                                    |                                                    |                   |                 |                 |                   |                   |                |                |                                                  |                                                  |                                             |                                             |                    |                    |                   |                   |                  |                  |                                                                                 |                                                                                 |
|                 |                 |                 |                 |                   |                   |                   |                   |                   |                   |                  |                                              |                                              |                                                      |                                                      |                                                                             |                                                                             | | |                                                  |                                                      |                                                              |                                                              |                                                    |                         |                    |                                                                    |                                                                    |                                                                                             |                                                                                             |                                                      |                                                      |                                             |                                               |                                                                                           |                                                                                           |                                                   |                                                   |                                                                               |                                                                               |                                                  |                                                        |                                                                                           |                                                                                           |                                                                                               |                                                                                               |                                          |                                       |                                              |                                              |                    |                                                  |                                                  |                                                                                    |                                                                                    | | |                                    |                                             |                                             |                  |                   |                   |                  |                  |                                         |                            |                                                                                 |                                                                                 |                                                                         |                                                                         |                  |                  |                  |                  |                 |                 |                                                    |                                                    |                                                    |                   |                 |                 |                   |                   |                |                |                                                  |                                                  |                                             |                                             |                    |                    |                   |                   |                  |                  |                                                                                 |                                                                                 |
|                 |                 |                 |                 |                   |                   |                   |                   |                   |                   |                  |                                              |                                              |                                                      |                                                      |                                                                             |                                                                             | | |                                                  |                                                      |                                                              |                                                              |                                                    |                         |                    |                                                                    |                                                                    |                                                                                             |                                                                                             |                                                      |                                                      |                                             |                                               |                                                                                           |                                                                                           |                                                   |                                                   |                                                                               |                                                                               |                                                  |                                                        |                                                                                           |                                                                                           |                                                                                               |                                                                                               |                                          |                                       |                                              |                                              |                    |                                                  |                                                  |                                                                                    |                                                                                    | | |                                    |                                             |                                             |                  |                   |                   |                  |                  |                                         |                            |                                                                                 |                                                                                 |                                                                         |                                                                         |                  |                  |                  |                  |                 |                 |                                                    |                                                    |                                                    |                   |                 |                 |                   |                   |                |                |                                                  |                                                  |                                             |                                             |                    |                    |                   |                   |                  |                  |                                                                                 |                                                                                 |
| Nicola d'Avalos | Nicola d'Avalos | Giulio d'Avalos | Giulio d'Avalos | Giovanni d'Avalos | Giovanni d'Avalos | Pasquale d'Avalos | Pasquale d'Avalos | Caterina d'Avalos | Caterina d'Avalos | Ottavia d'Avalos | Ottavia d'Avalos                             | Giovanna d'Avalos                            | Giovanna d'Avalos                                    | Silvia d'Avalos                                      | Silvia d'Avalos                                                             | Giulia d'Avalos                                                             | Giulia d'Avalos | Maria Rosa d'Avalos | Maria Rosa d'Avalos                              | Tommaso d'Avalos sp. Francesca Caracciolo di Torella | Tommaso d'Avalos sp. Francesca Caracciolo di Torella         | Luisa d'Avalos                                               | Luisa d'Avalos                                     | Nicoletta d'Avalos      | Nicoletta d'Avalos | Maria Teresa d'Avalos 4 sp. Carlo Cesare d'Avalos                  | Maria Teresa d'Avalos 4 sp. Carlo Cesare d'Avalos                  | Andrea d'Avalos sp. 1) Giovanna Pignatelli di Strongoli 2) Maria Antonia di Sangro di Fondi | Andrea d'Avalos sp. 1) Giovanna Pignatelli di Strongoli 2) Maria Antonia di Sangro di Fondi |                                                      |                                                      |                                             | Gaetano d'Avalos sp. Jeanne Hortense Andrieu  | Gaetano d'Avalos sp. Jeanne Hortense Andrieu                                              | Antonio d'Avalos                                                                          | Antonio d'Avalos                                  | Francesco d'Avalos                                | Francesco d'Avalos                                                            | Ippolita d'Avalos                                                             | Ippolita d'Avalos                                | Costanza d'Avalos                                      | Costanza d'Avalos                                                                         | Teresa d'Avalos sp. Carlo Cestari                                                         | Teresa d'Avalos sp. Carlo Cestari                                                             | Eleonora d'Avalos sp. Francesco Cestari                                                       | Eleonora d'Avalos sp. Francesco Cestari  |                                       |                                              |                                              |                    |                                                  |                                                  |                                                                                    |                                                                                    | | |                                    |                                             |                                             |                  |                   |                   |                  |                  |                                         |                            |                                                                                 |                                                                                 |                                                                         |                                                                         |                  |                  |                  |                  |                 |                 |                                                    |                                                    |                                                    |                   |                 |                 |                   |                   |                |                |                                                  |                                                  |                                             |                                             |                    |                    |                   |                   |                  |                  |                                                                                 |                                                                                 |
|                 |                 |                 |                 |                   |                   |                   |                   |                   |                   |                  |                                              |                                              |                                                      |                                                      |                                                                             |                                                                             | | |                                                  |                                                      |                                                              |                                                              |                                                    |                         |                    |                                                                    |                                                                    |                                                                                             |                                                                                             |                                                      |                                                      |                                             |                                               |                                                                                           |                                                                                           |                                                   |                                                   |                                                                               |                                                                               |                                                  |                                                        |                                                                                           |                                                                                           |                                                                                               |                                                                                               |                                          |                                       |                                              |                                              |                    |                                                  |                                                  |                                                                                    |                                                                                    | | |                                    |                                             |                                             |                  |                   |                   |                  |                  |                                         |                            |                                                                                 |                                                                                 |                                                                         |                                                                         |                  |                  |                  |                  |                 |                 |                                                    |                                                    |                                                    |                   |                 |                 |                   |                   |                |                |                                                  |                                                  |                                             |                                             |                    |                    |                   |                   |                  |                  |                                                                                 |                                                                                 |
|                 |                 |                 |                 |                   |                   |                   |                   |                   |                   |                  |                                              |                                              |                                                      |                                                      |                                                                             |                                                                             | | |                                                  |                                                      |                                                              |                                                              |                                                    |                         |                    |                                                                    |                                                                    |                                                                                             |                                                                                             |                                                      |                                                      |                                             |                                               |                                                                                           |                                                                                           |                                                   |                                                   |                                                                               |                                                                               |                                                  |                                                        |                                                                                           |                                                                                           |                                                                                               |                                                                                               |                                          |                                       |                                              |                                              |                    |                                                  |                                                  |                                                                                    |                                                                                    | | |                                    |                                             |                                             |                  |                   |                   |                  |                  |                                         |                            |                                                                                 |                                                                                 |                                                                         |                                                                         |                  |                  |                  |                  |                 |                 |                                                    |                                                    |                                                    |                   |                 |                 |                   |                   |                |                |                                                  |                                                  |                                             |                                             |                    |                    |                   |                   |                  |                  |                                                                                 |                                                                                 |
|                 |                 |                 |                 |                   |                   |                   |                   |                   |                   |                  |                                              |                                              |                                                      |                                                      |                                                                             |                                                                             | Eleonora d'Avalos | Eleonora d'Avalos | Diego d'Avalos sp. Eleonora Doria Landi Pamphili | Diego d'Avalos sp. Eleonora Doria Landi Pamphili     | Maria Giovanna d'Avalos sp. Alonso Sanchez de Luna d'Aragona | Maria Giovanna d'Avalos sp. Alonso Sanchez de Luna d'Aragona | Maria Faustina d'Avalos                            | Maria Faustina d'Avalos |                    |                                                                    |                                                                    | Teresa d'Avalos (dal primo matrimonio) sp. Baldassarre de Lerma                             | Teresa d'Avalos (dal primo matrimonio) sp. Baldassarre de Lerma                             | Carlo d'Avalos sp. Regina Attolini                   | Carlo d'Avalos sp. Regina Attolini                   |                                             |                                               |                                                                                           | Francesco d'Avalos sp. Cherubina Caturano                                                 | Francesco d'Avalos sp. Cherubina Caturano         | Alessandrina d'Avalos                             | Alessandrina d'Avalos                                                         |                                                                               |                                                  |                                                        |                                                                                           |                                                                                           |                                                                                               |                                                                                               |                                          |                                       |                                              |                                              |                    |                                                  |                                                  |                                                                                    |                                                                                    | | |                                    |                                             |                                             |                  |                   |                   |                  |                  |                                         |                            |                                                                                 |                                                                                 |                                                                         |                                                                         |                  |                  |                  |                  |                 |                 |                                                    |                                                    |                                                    |                   |                 |                 |                   |                   |                |                |                                                  |                                                  |                                             |                                             |                    |                    |                   |                   |                  |                  |                                                                                 |                                                                                 |
|                 |                 |                 |                 |                   |                   |                   |                   |                   |                   |                  |                                              |                                              |                                                      |                                                      |                                                                             |                                                                             | | |                                                  |                                                      |                                                              |                                                              |                                                    |                         |                    |                                                                    |                                                                    |                                                                                             |                                                                                             |                                                      |                                                      |                                             |                                               |                                                                                           |                                                                                           |                                                   |                                                   |                                                                               |                                                                               |                                                  |                                                        |                                                                                           |                                                                                           |                                                                                               |                                                                                               |                                          |                                       |                                              |                                              |                    |                                                  |                                                  |                                                                                    |                                                                                    | | |                                    |                                             |                                             |                  |                   |                   |                  |                  |                                         |                            |                                                                                 |                                                                                 |                                                                         |                                                                         |                  |                  |                  |                  |                 |                 |                                                    |                                                    |                                                    |                   |                 |                 |                   |                   |                |                |                                                  |                                                  |                                             |                                             |                    |                    |                   |                   |                  |                  |                                                                                 |                                                                                 |
|                 |                 |                 |                 |                   |                   |                   |                   |                   |                   |                  |                                              |                                              |                                                      |                                                      |                                                                             |                                                                             | | |                                                  |                                                      |                                                              |                                                              |                                                    |                         |                    |                                                                    |                                                                    |                                                                                             |                                                                                             |                                                      |                                                      |                                             |                                               |                                                                                           |                                                                                           |                                                   |                                                   |                                                                               |                                                                               |                                                  |                                                        |                                                                                           |                                                                                           |                                                                                               |                                                                                               |                                          |                                       |                                              |                                              |                    |                                                  |                                                  |                                                                                    |                                                                                    | | |                                    |                                             |                                             |                  |                   |                   |                  |                  |                                         |                            |                                                                                 |                                                                                 |                                                                         |                                                                         |                  |                  |                  |                  |                 |                 |                                                    |                                                    |                                                    |                   |                 |                 |                   |                   |                |                |                                                  |                                                  |                                             |                                             |                    |                    |                   |                   |                  |                  |                                                                                 |                                                                                 |
|                 |                 |                 |                 |                   |                   |                   |                   |                   |                   |                  |                                              |                                              |                                                      |                                                      |                                                                             |                                                                             | Ferdinando d'Avalos sp. Giulia Gaetani                                                                                      | Ferdinando d'Avalos sp. Giulia Gaetani                                                                                      | Alfonso d'Avalos                                 | Alfonso d'Avalos                                     | Giuseppe d'Avalos                                            | Giuseppe d'Avalos                                            |                                                    |                         |                    |                                                                    |                                                                    | Ortensia d'Avalos sp. Giovanni Quarto di Belgioioso                                         | Ortensia d'Avalos sp. Giovanni Quarto di Belgioioso                                         | Gaetano d'Avalos sp. Carolina d'Aquino di Caramanico | Gaetano d'Avalos sp. Carolina d'Aquino di Caramanico | Carolina d'Avalos Giuseppe Mirelli di Teora | Carolina d'Avalos Giuseppe Mirelli di Teora   |                                                                                           | Giuseppe d'Avalos Maria Borgia de Varona                                                  | Giuseppe d'Avalos Maria Borgia de Varona          |                                                   |                                                                               |                                                                               |                                                  |                                                        |                                                                                           |                                                                                           |                                                                                               |                                                                                               |                                          |                                       |                                              |                                              |                    |                                                  |                                                  |                                                                                    |                                                                                    | | |                                    |                                             |                                             |                  |                   |                   |                  |                  |                                         |                            |                                                                                 |                                                                                 |                                                                         |                                                                         |                  |                  |                  |                  |                 |                 |                                                    |                                                    |                                                    |                   |                 |                 |                   |                   |                |                |                                                  |                                                  |                                             |                                             |                    |                    |                   |                   |                  |                  |                                                                                 |                                                                                 |
|                 |                 |                 |                 |                   |                   |                   |                   |                   |                   |                  |                                              |                                              |                                                      |                                                      |                                                                             |                                                                             | | |                                                  |                                                      |                                                              |                                                              |                                                    |                         |                    |                                                                    |                                                                    |                                                                                             |                                                                                             |                                                      |                                                      |                                             |                                               |                                                                                           |                                                                                           |                                                   |                                                   |                                                                               |                                                                               |                                                  |                                                        |                                                                                           |                                                                                           |                                                                                               |                                                                                               |                                          |                                       |                                              |                                              |                    |                                                  |                                                  |                                                                                    |                                                                                    | | |                                    |                                             |                                             |                  |                   |                   |                  |                  |                                         |                            |                                                                                 |                                                                                 |                                                                         |                                                                         |                  |                  |                  |                  |                 |                 |                                                    |                                                    |                                                    |                   |                 |                 |                   |                   |                |                |                                                  |                                                  |                                             |                                             |                    |                    |                   |                   |                  |                  |                                                                                 |                                                                                 |
|                 |                 |                 |                 |                   |                   |                   |                   |                   |                   |                  |                                              |                                              |                                                      |                                                      |                                                                             |                                                                             | | |                                                  |                                                      |                                                              |                                                              |                                                    |                         |                    |                                                                    |                                                                    |                                                                                             |                                                                                             |                                                      |                                                      |                                             |                                               |                                                                                           |                                                                                           |                                                   |                                                   |                                                                               |                                                                               |                                                  |                                                        |                                                                                           |                                                                                           |                                                                                               |                                                                                               |                                          |                                       |                                              |                                              |                    |                                                  |                                                  |                                                                                    |                                                                                    | | |                                    |                                             |                                             |                  |                   |                   |                  |                  |                                         |                            |                                                                                 |                                                                                 |                                                                         |                                                                         |                  |                  |                  |                  |                 |                 |                                                    |                                                    |                                                    |                   |                 |                 |                   |                   |                |                |                                                  |                                                  |                                             |                                             |                    |                    |                   |                   |                  |                  |                                                                                 |                                                                                 |
|                 |                 |                 |                 |                   |                   |                   |                   |                   |                   |                  |                                              |                                              |                                                      |                                                      |                                                                             |                                                                             | | |                                                  |                                                      |                                                              |                                                              |                                                    |                         |                    |                                                                    |                                                                    |                                                                                             |                                                                                             | Regina d'Avalos sp. Giuseppe Caracciolo              | Regina d'Avalos sp. Giuseppe Caracciolo              | Carlo d'Avalos sp. Giuseppina Basevi        | Carlo d'Avalos sp. Giuseppina Basevi          | Anna d'Avalos                                                                             | Anna d'Avalos                                                                             | Francesco d'Avalos                                | Francesco d'Avalos                                | Ferdinando d'Avalos sp. Luisa Ruffo                                           | Ferdinando d'Avalos sp. Luisa Ruffo                                           |                                                  |                                                        |                                                                                           |                                                                                           |                                                                                               |                                                                                               |                                          |                                       |                                              |                                              |                    |                                                  |                                                  |                                                                                    |                                                                                    | | |                                    |                                             |                                             |                  |                   |                   |                  |                  |                                         |                            |                                                                                 |                                                                                 |                                                                         |                                                                         |                  |                  |                  |                  |                 |                 |                                                    |                                                    |                                                    |                   |                 |                 |                   |                   |                |                |                                                  |                                                  |                                             |                                             |                    |                    |                   |                   |                  |                  |                                                                                 |                                                                                 |
|                 |                 |                 |                 |                   |                   |                   |                   |                   |                   |                  |                                              |                                              |                                                      |                                                      |                                                                             |                                                                             | | |                                                  |                                                      |                                                              |                                                              |                                                    |                         |                    |                                                                    |                                                                    |                                                                                             |                                                                                             |                                                      |                                                      |                                             |                                               |                                                                                           |                                                                                           |                                                   |                                                   |                                                                               |                                                                               |                                                  |                                                        |                                                                                           |                                                                                           |                                                                                               |                                                                                               |                                          |                                       |                                              |                                              |                    |                                                  |                                                  |                                                                                    |                                                                                    | | |                                    |                                             |                                             |                  |                   |                   |                  |                  |                                         |                            |                                                                                 |                                                                                 |                                                                         |                                                                         |                  |                  |                  |                  |                 |                 |                                                    |                                                    |                                                    |                   |                 |                 |                   |                   |                |                |                                                  |                                                  |                                             |                                             |                    |                    |                   |                   |                  |                  |                                                                                 |                                                                                 |
|                 |                 |                 |                 |                   |                   |                   |                   |                   |                   |                  |                                              |                                              |                                                      |                                                      |                                                                             |                                                                             | | |                                                  |                                                      |                                                              |                                                              |                                                    |                         |                    |                                                                    |                                                                    |                                                                                             |                                                                                             |                                                      |                                                      |                                             |                                               |                                                                                           |                                                                                           |                                                   |                                                   |                                                                               |                                                                               |                                                  |                                                        |                                                                                           |                                                                                           |                                                                                               |                                                                                               |                                          |                                       |                                              |                                              |                    |                                                  |                                                  |                                                                                    |                                                                                    | | |                                    |                                             |                                             |                  |                   |                   |                  |                  |                                         |                            |                                                                                 |                                                                                 |                                                                         |                                                                         |                  |                  |                  |                  |                 |                 |                                                    |                                                    |                                                    |                   |                 |                 |                   |                   |                |                |                                                  |                                                  |                                             |                                             |                    |                    |                   |                   |                  |                  |                                                                                 |                                                                                 |
|                 |                 |                 |                 |                   |                   |                   |                   |                   |                   |                  |                                              |                                              |                                                      |                                                      |                                                                             |                                                                             | | |                                                  |                                                      |                                                              |                                                              |                                                    |                         |                    |                                                                    |                                                                    |                                                                                             |                                                                                             |                                                      | Maria d'Avalos sp. Domenico Viggiani                 | Maria d'Avalos sp. Domenico Viggiani        | Francesco d'Avalos sp. Antonella Nughes Serra | Francesco d'Avalos sp. Antonella Nughes Serra                                             |                                                                                           |                                                   |                                                   |                                                                               |                                                                               |                                                  |                                                        |                                                                                           |                                                                                           |                                                                                               |                                                                                               |                                          |                                       |                                              |                                              |                    |                                                  |                                                  |                                                                                    |                                                                                    | | |                                    |                                             |                                             |                  |                   |                   |                  |                  |                                         |                            |                                                                                 |                                                                                 |                                                                         |                                                                         |                  |                  |                  |                  |                 |                 |                                                    |                                                    |                                                    |                   |                 |                 |                   |                   |                |                |                                                  |                                                  |                                             |                                             |                    |                    |                   |                   |                  |                  |                                                                                 |                                                                                 |
|                 |                 |                 |                 |                   |                   |                   |                   |                   |                   |                  |                                              |                                              |                                                      |                                                      |                                                                             |                                                                             | | |                                                  |                                                      |                                                              |                                                              |                                                    |                         |                    |                                                                    |                                                                    |                                                                                             |                                                                                             |                                                      |                                                      |                                             |                                               |                                                                                           |                                                                                           |                                                   |                                                   |                                                                               |                                                                               |                                                  |                                                        |                                                                                           |                                                                                           |                                                                                               |                                                                                               |                                          |                                       |                                              |                                              |                    |                                                  |                                                  |                                                                                    |                                                                                    | | |                                    |                                             |                                             |                  |                   |                   |                  |                  |                                         |                            |                                                                                 |                                                                                 |                                                                         |                                                                         |                  |                  |                  |                  |                 |                 |                                                    |                                                    |                                                    |                   |                 |                 |                   |                   |                |                |                                                  |                                                  |                                             |                                             |                    |                    |                   |                   |                  |                  |                                                                                 |                                                                                 |
|                 |                 |                 |                 |                   |                   |                   |                   |                   |                   |                  |                                              |                                              |                                                      |                                                      |                                                                             |                                                                             | | |                                                  |                                                      |                                                              |                                                              |                                                    |                         |                    |                                                                    |                                                                    |                                                                                             |                                                                                             |                                                      |                                                      |                                             |                                               |                                                                                           |                                                                                           |                                                   |                                                   |                                                                               |                                                                               |                                                  |                                                        |                                                                                           |                                                                                           |                                                                                               |                                                                                               |                                          |                                       |                                              |                                              |                    |                                                  |                                                  |                                                                                    |                                                                                    | | |                                    |                                             |                                             |                  |                   |                   |                  |                  |                                         |                            |                                                                                 |                                                                                 |                                                                         |                                                                         |                  |                  |                  |                  |                 |                 |                                                    |                                                    |                                                    |                   |                 |                 |                   |                   |                |                |                                                  |                                                  |                                             |                                             |                    |                    |                   |                   |                  |                  |                                                                                 |                                                                                 |
|                 |                 |                 |                 |                   |                   |                   |                   |                   |                   |                  |                                              |                                              |                                                      |                                                      |                                                                             |                                                                             | | |                                                  |                                                      |                                                              |                                                              |                                                    |                         |                    |                                                                    |                                                                    |                                                                                             |                                                                                             |                                                      |                                                      |                                             | Andrea d'Avalos                               |                                                                                           |                                                                                           |                                                   |                                                   |                                                                               |                                                                               |                                                  |                                                        |                                                                                           |                                                                                           |                                                                                               |                                                                                               |                                          |                                       |                                              |                                              |                    |                                                  |                                                  |                                                                                    |                                                                                    | | |                                    |                                             |                                             |                  |                   |                   |                  |                  |                                         |                            |                                                                                 |                                                                                 |                                                                         |                                                                         |                  |                  |                  |                  |                 |                 |                                                    |                                                    |                                                    |                   |                 |                 |                   |                   |                |                |                                                  |                                                  |                                             |                                             |                    |                    |                   |                   |                  |                  |                                                                                 |                                                                                 |

## Galleria d'immagini

### Personaggi illustri

Medaglia di Inigo d'Avalos di Pisanello, del 1449.
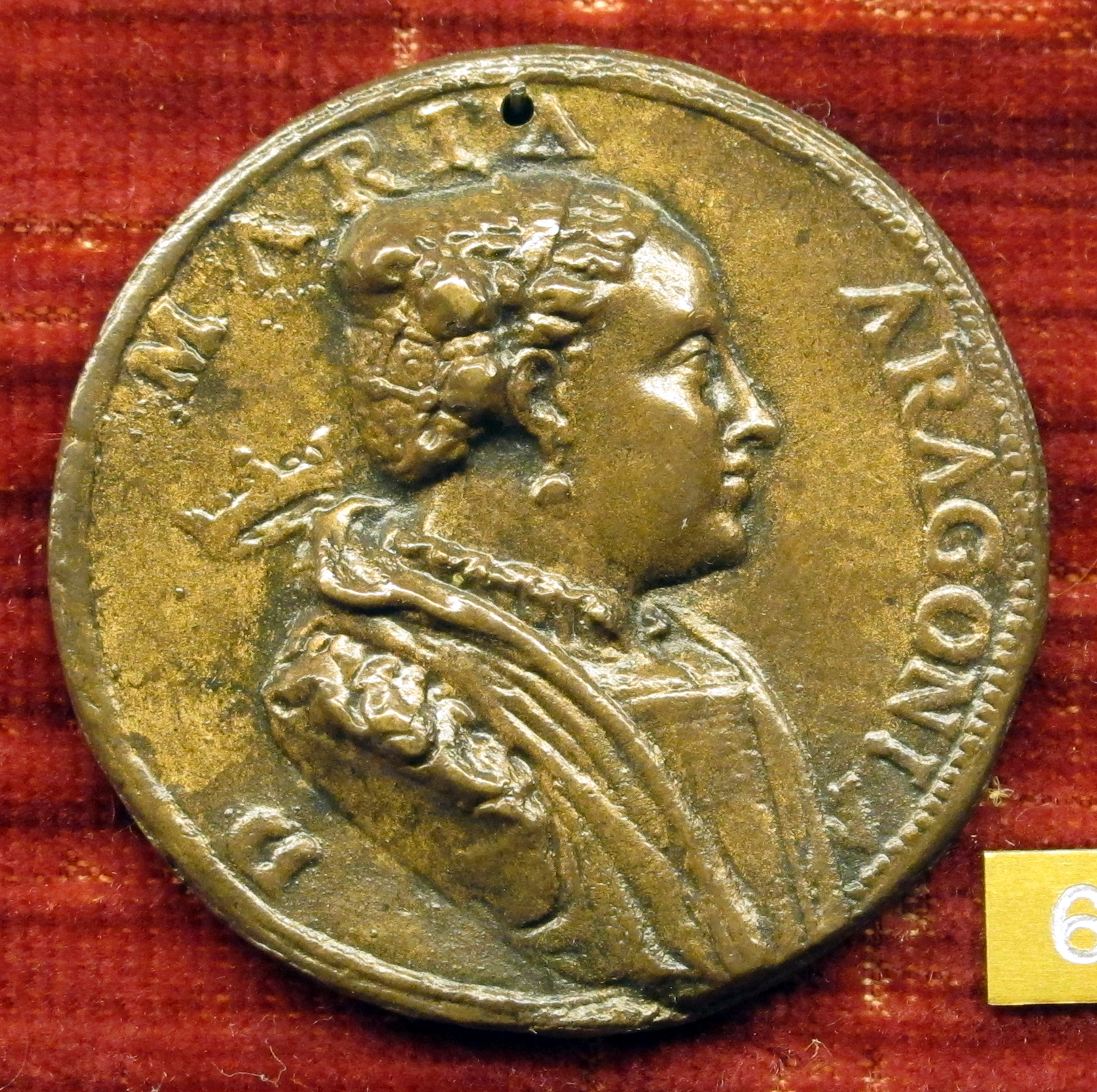
Medaglia di Maria d'Aragona, moglie di Alfonso III d'Avalos
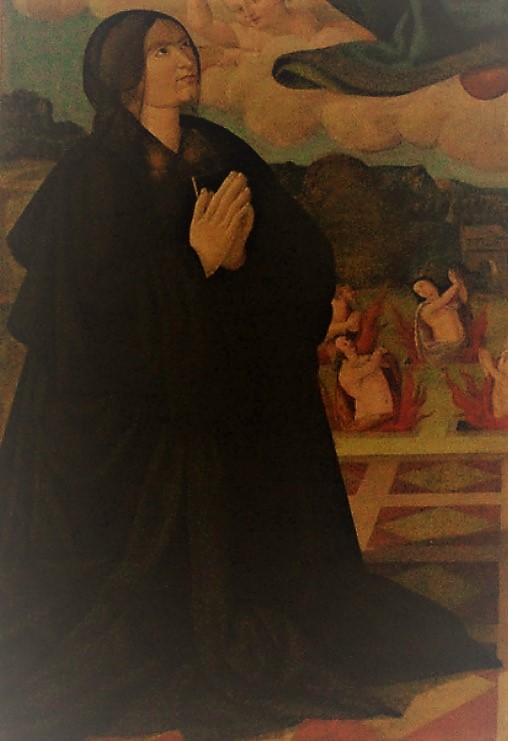
Dipinto su tavola nel convento di Sant'Antonio a Ischia raffigurante Costanza d'Avalos.
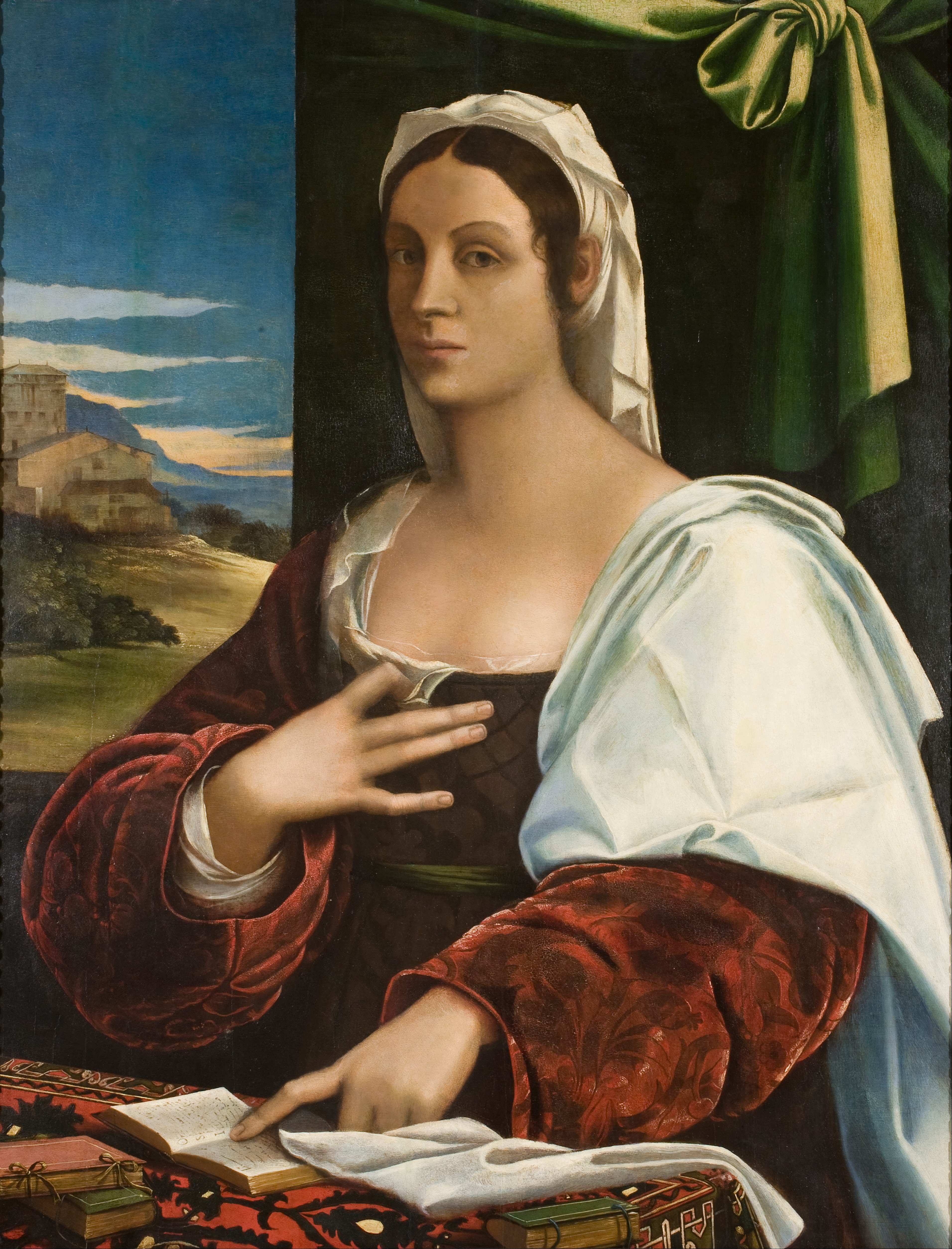
Vittoria Colonna, poetessa e mecenate, consorte di Fernando Francesco d'Avalos, ritratta da Sebastiano del Piombo. Dipinto conservato presso il museo nazionale d'arte della Catalogna.
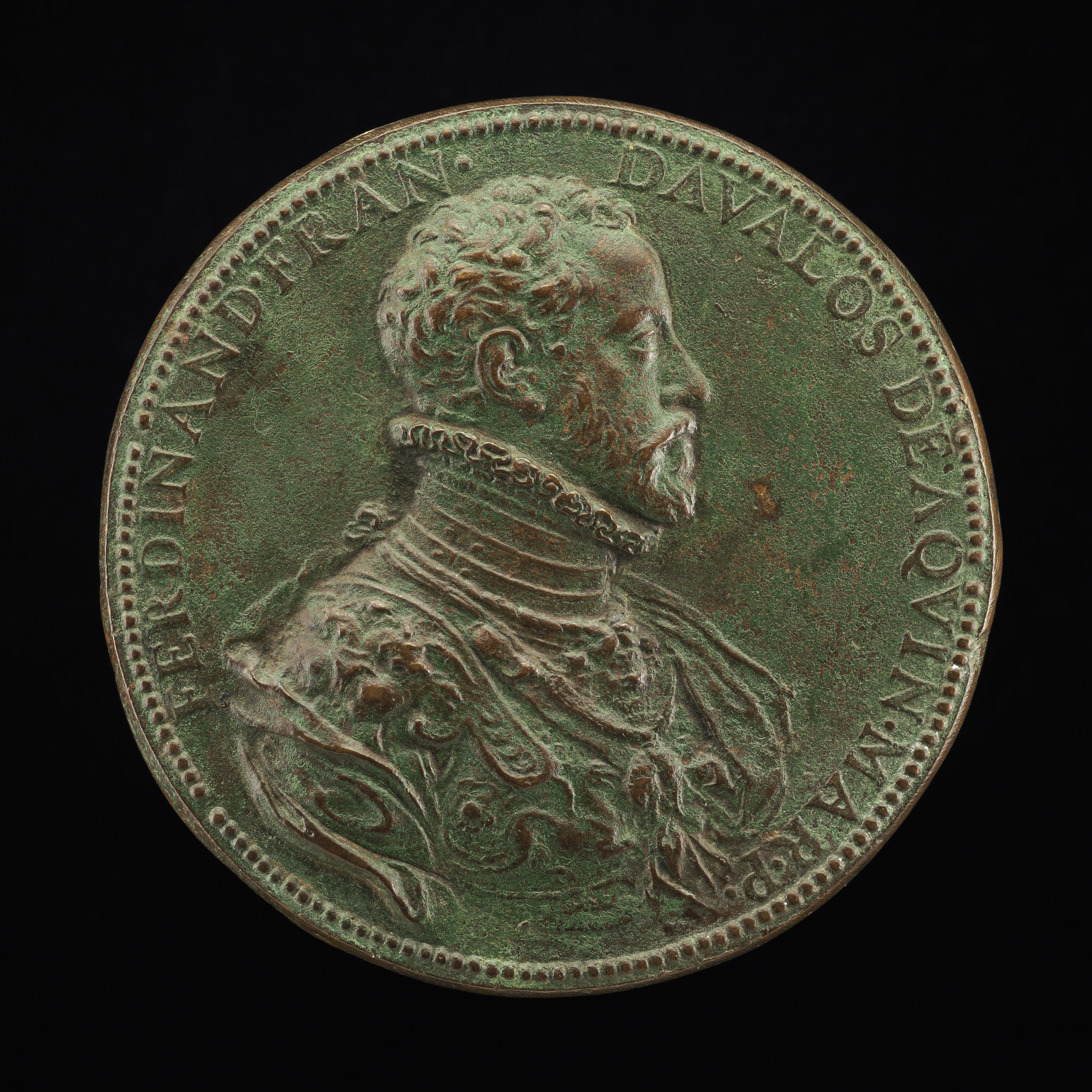
Medaglia celebrativa di Francesco Fernando d'Avalos realizzata nel 1562 da Annibale Fontana. Appartenente alla collezione di Samuel Henry Kress.
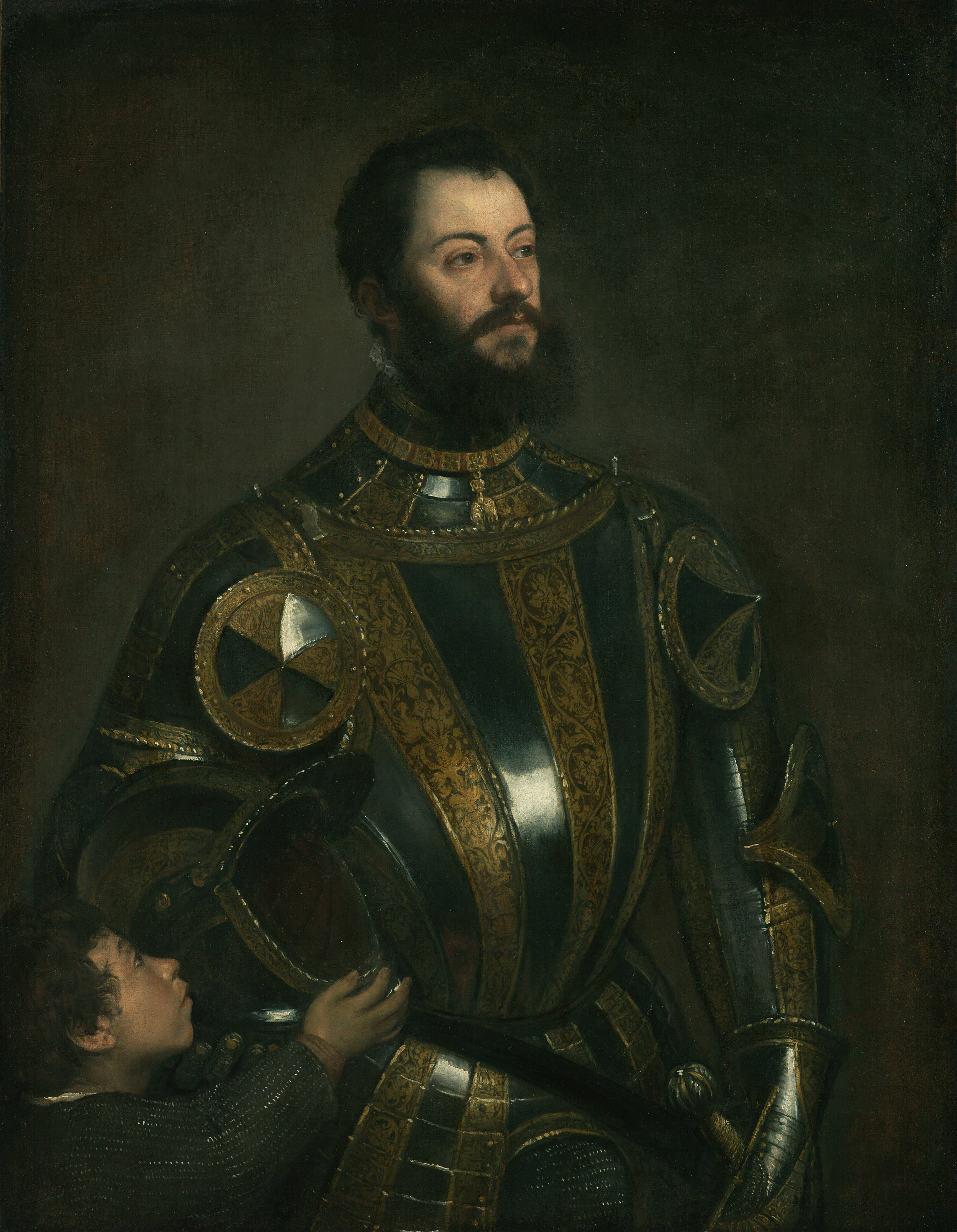
Ritratto di Alfonso d'Avalos con paggio, dipinto realizzato da Tiziano, 1533. Getty Museum, Los Angeles
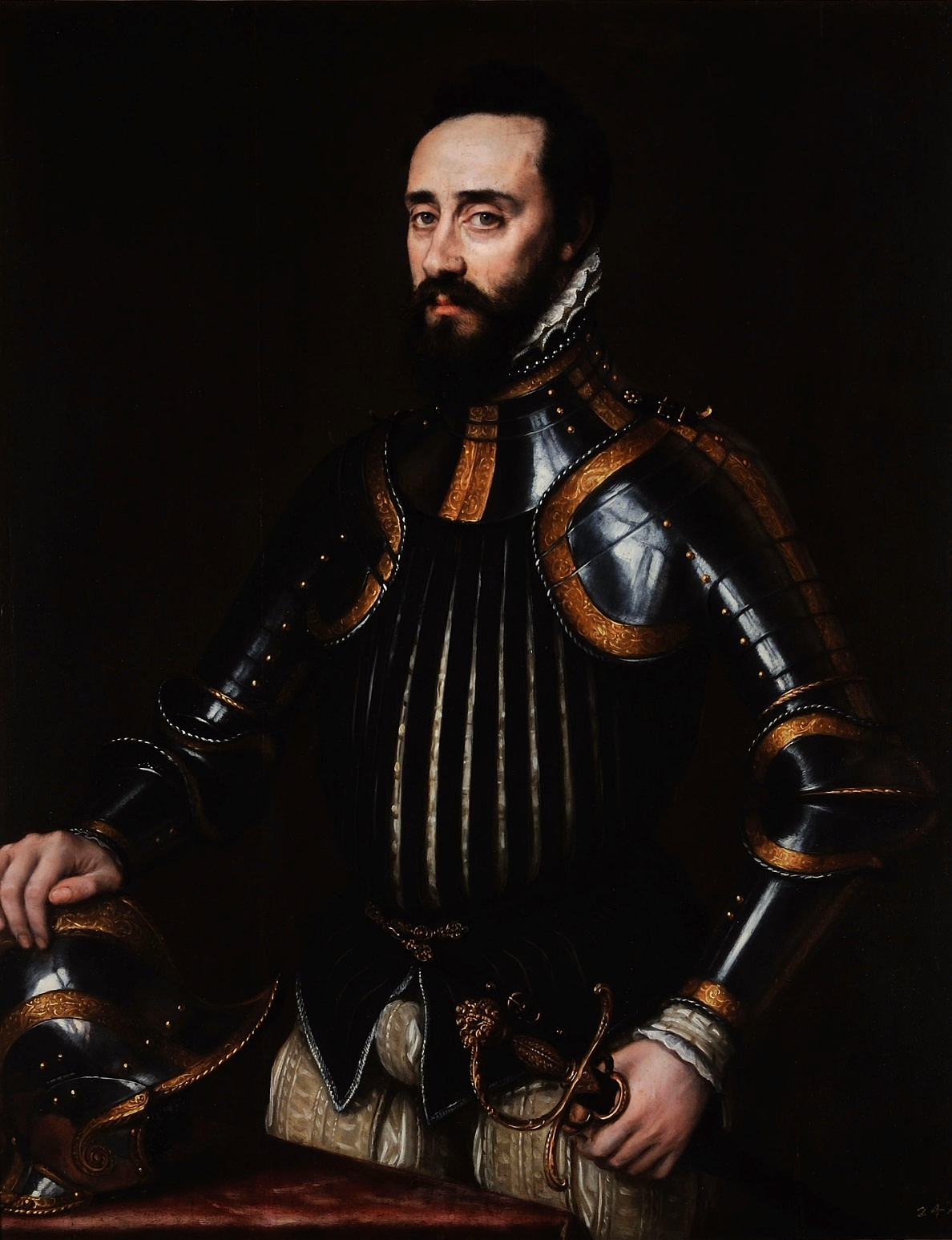
Alfonso III d'Avalos ritratto da Antonio Moro. Opera conservata presso il museo Czartoryski di Cracovia.
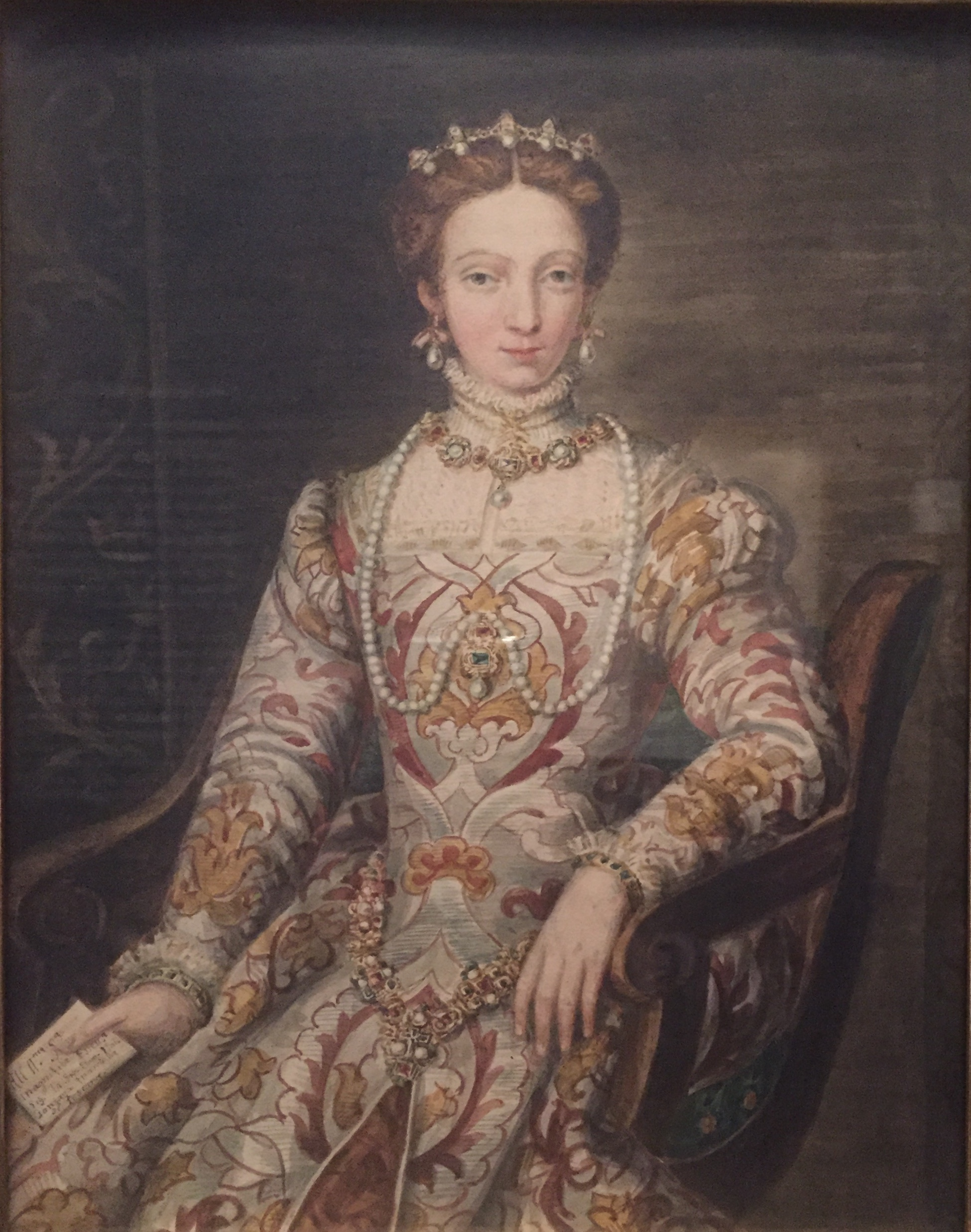
Ritratto anacronistico di Isabella Gonzaga, consorte di Francesco Ferdinando d'Avalos, realizzato da Valentín Carderera, 1831.
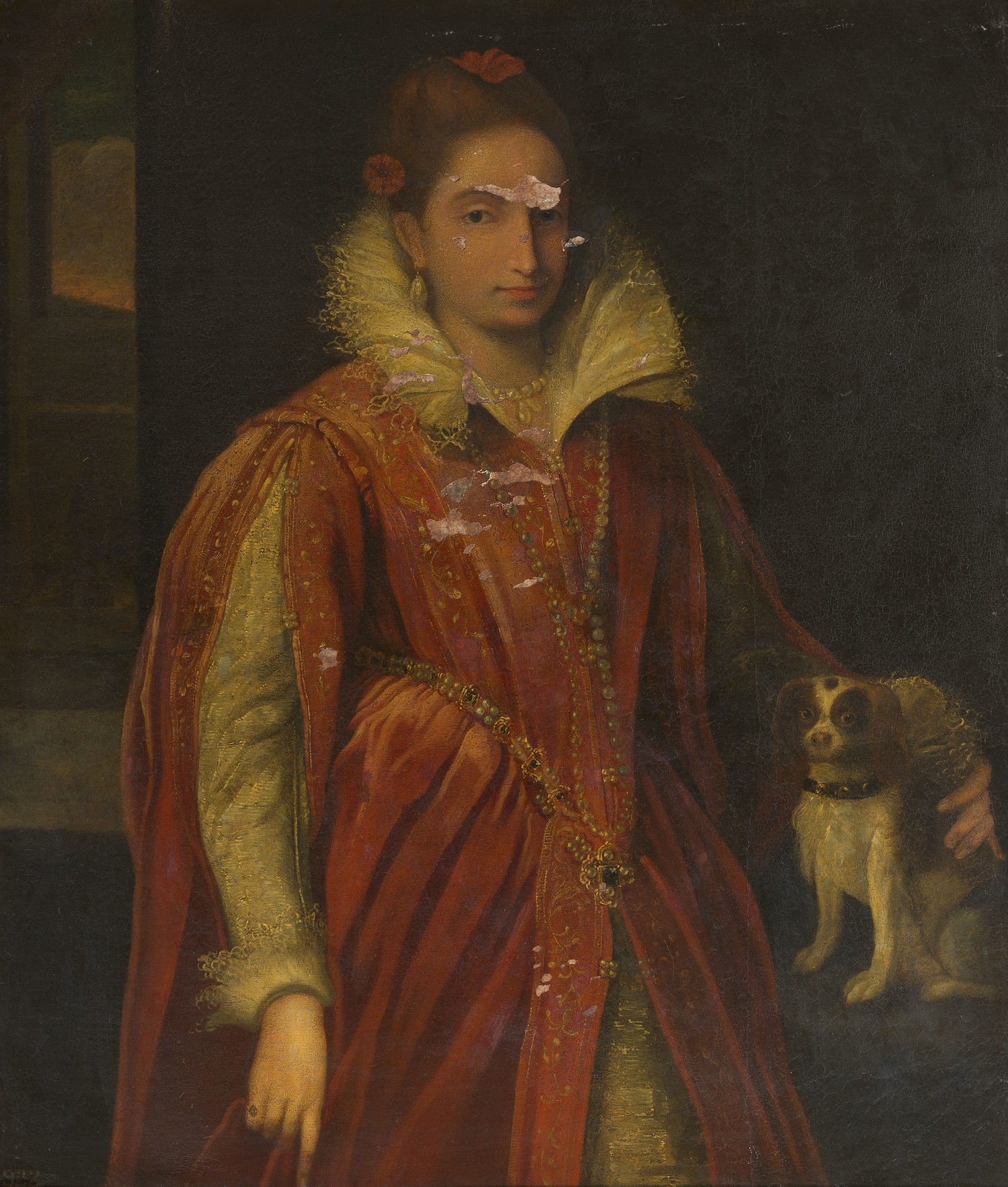
Ritratto ritenuto rappresentare Lavinia Feltria Della Rovere, consorte di Alfonso Felice d'Avalos, realizzato nella bottega di Federico Barocci. Attualmente parte della Royal Collection.
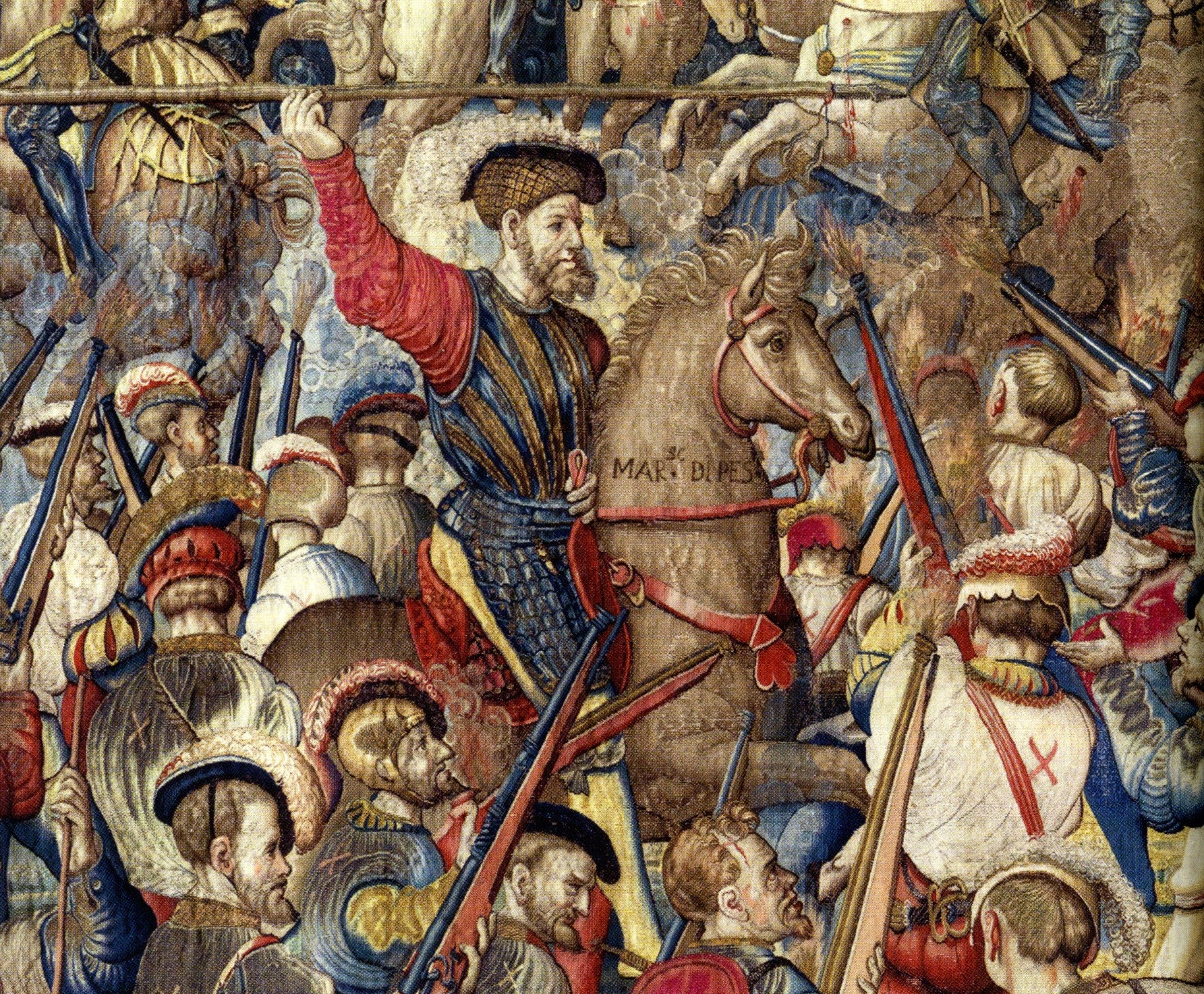
Fernando Francesco d'Avalos ritratto negli arazzi della battaglia di Pavia.
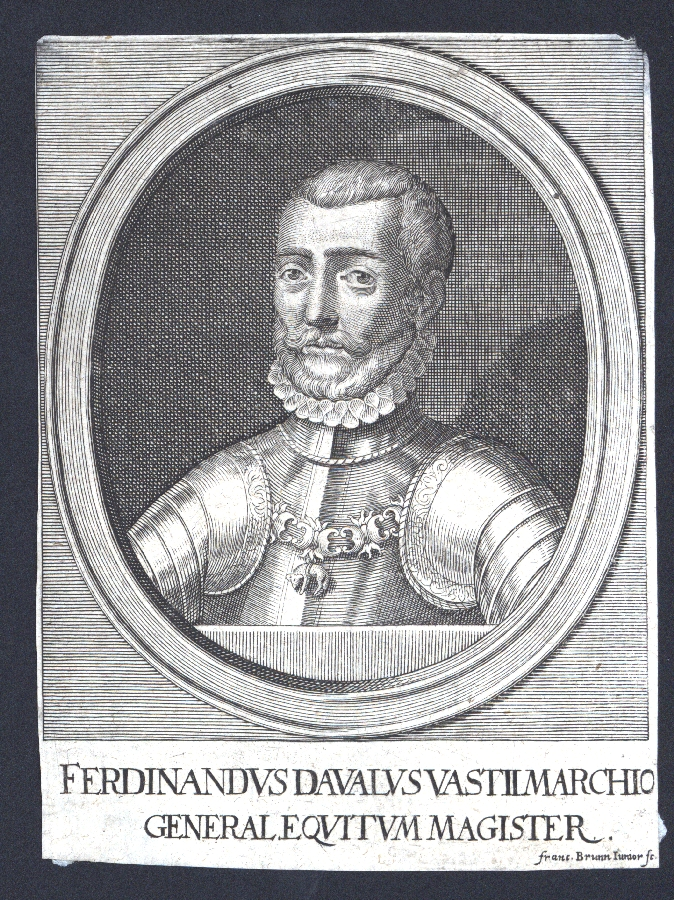
Stampa raffigurante Francesco Ferdinando d'Avalos.
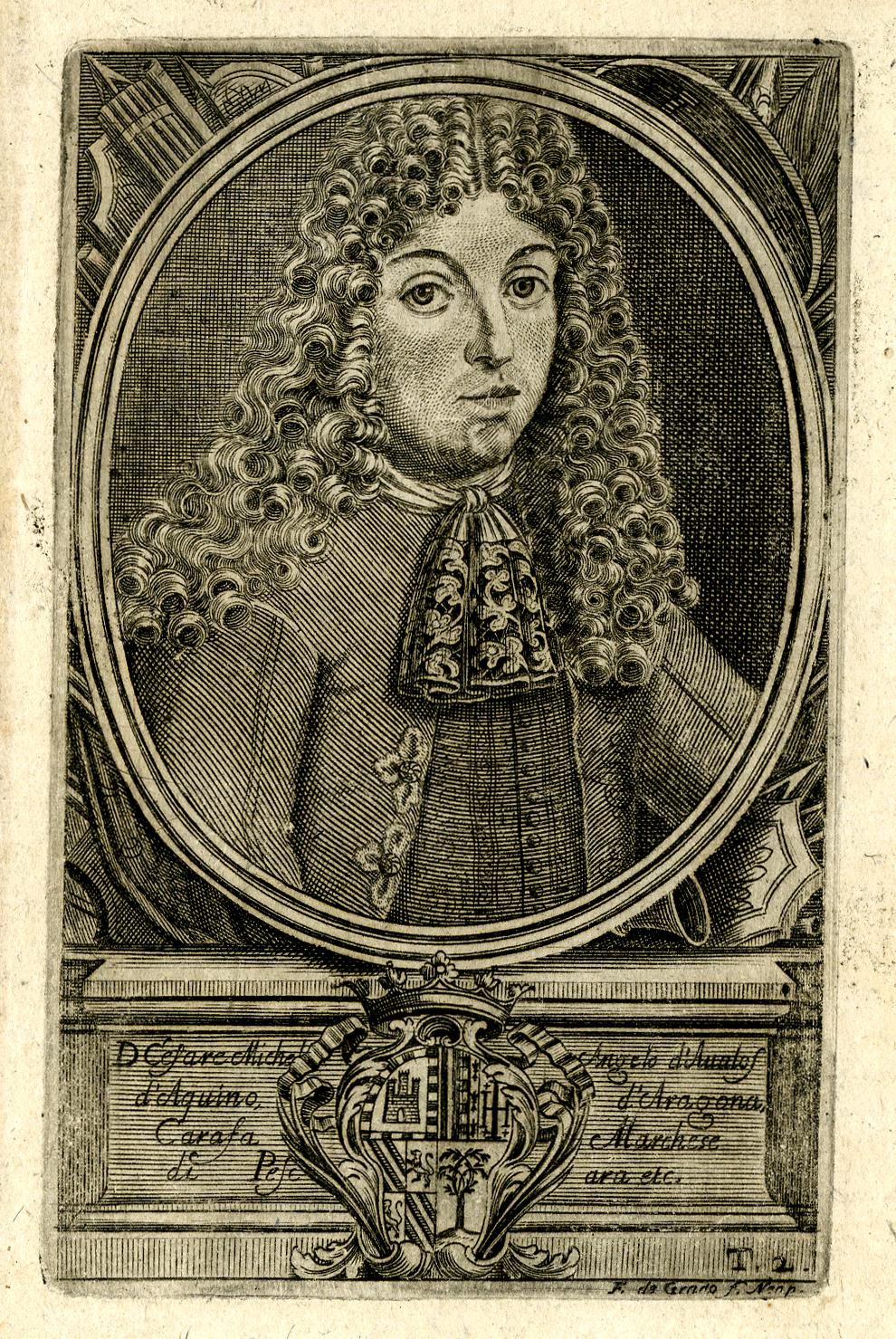
Stampa raffigurante Cesare Michelangelo d'Avalos.

### Residenze

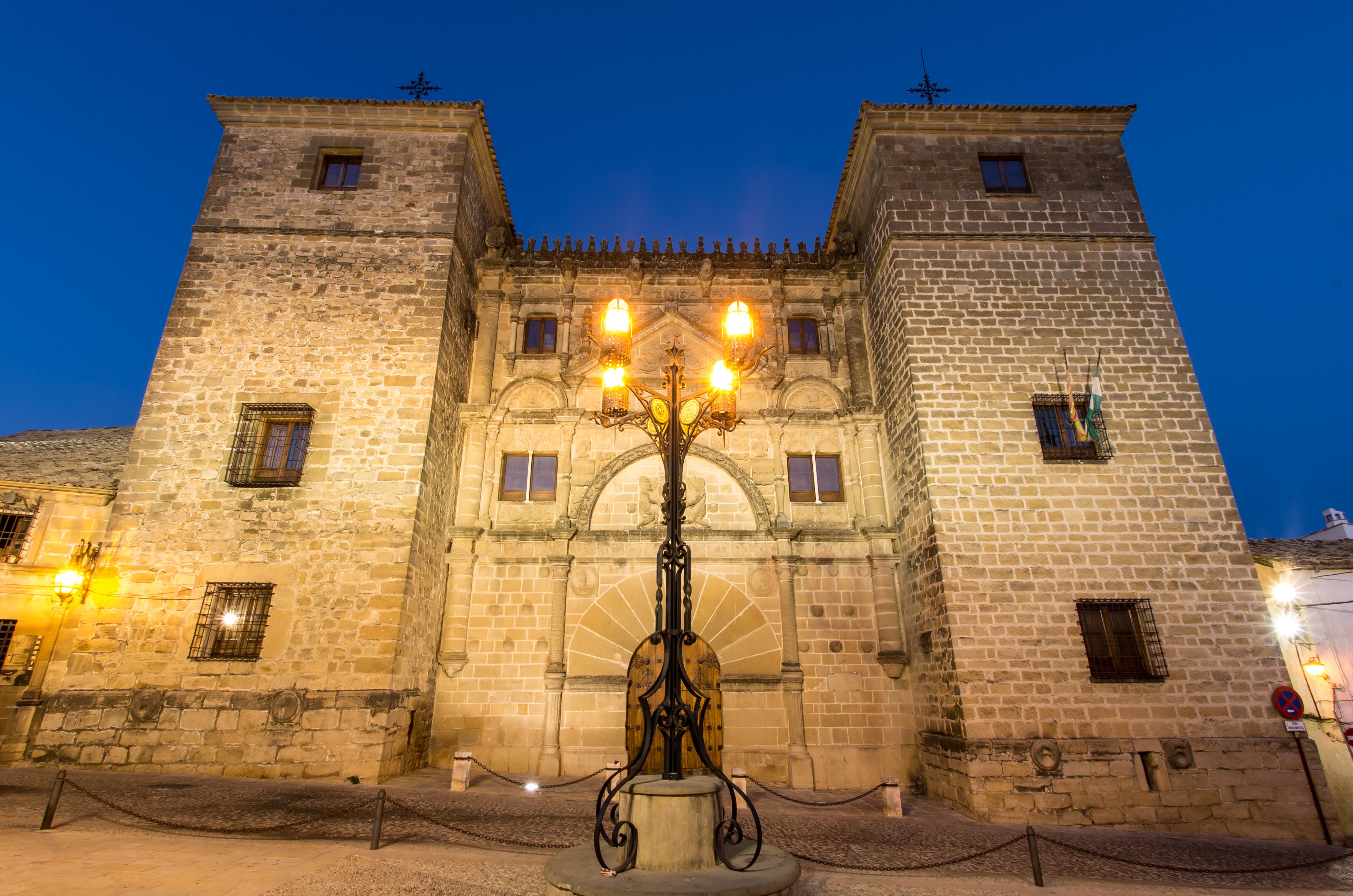
Casa de las Torres di Úbeda. La struttura originaria venne edificata su iniziativa di Ruy López Dávalos; l'aspetto attuale risale al 1520.
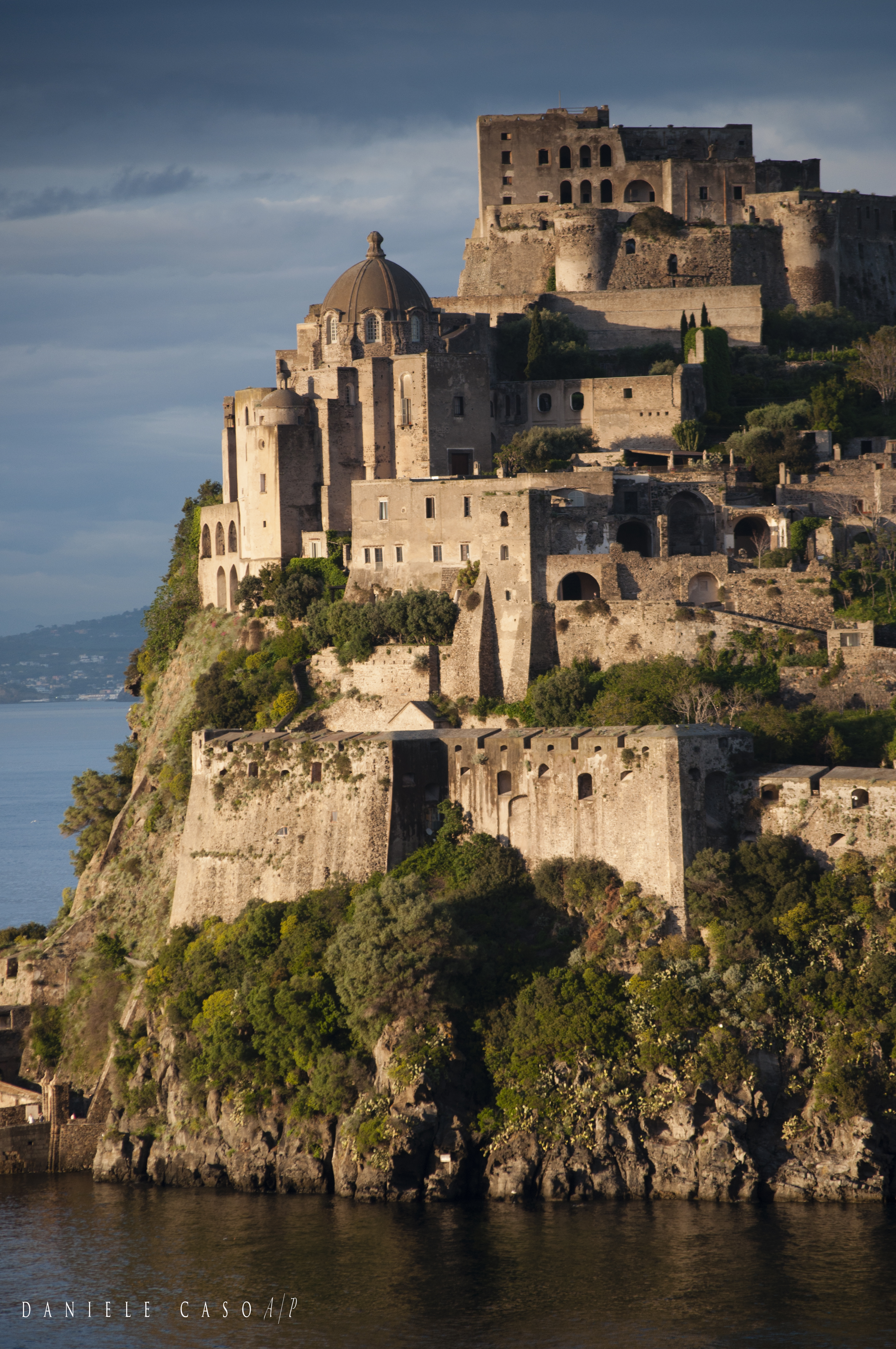
Il Castello Aragonese di Ischia.
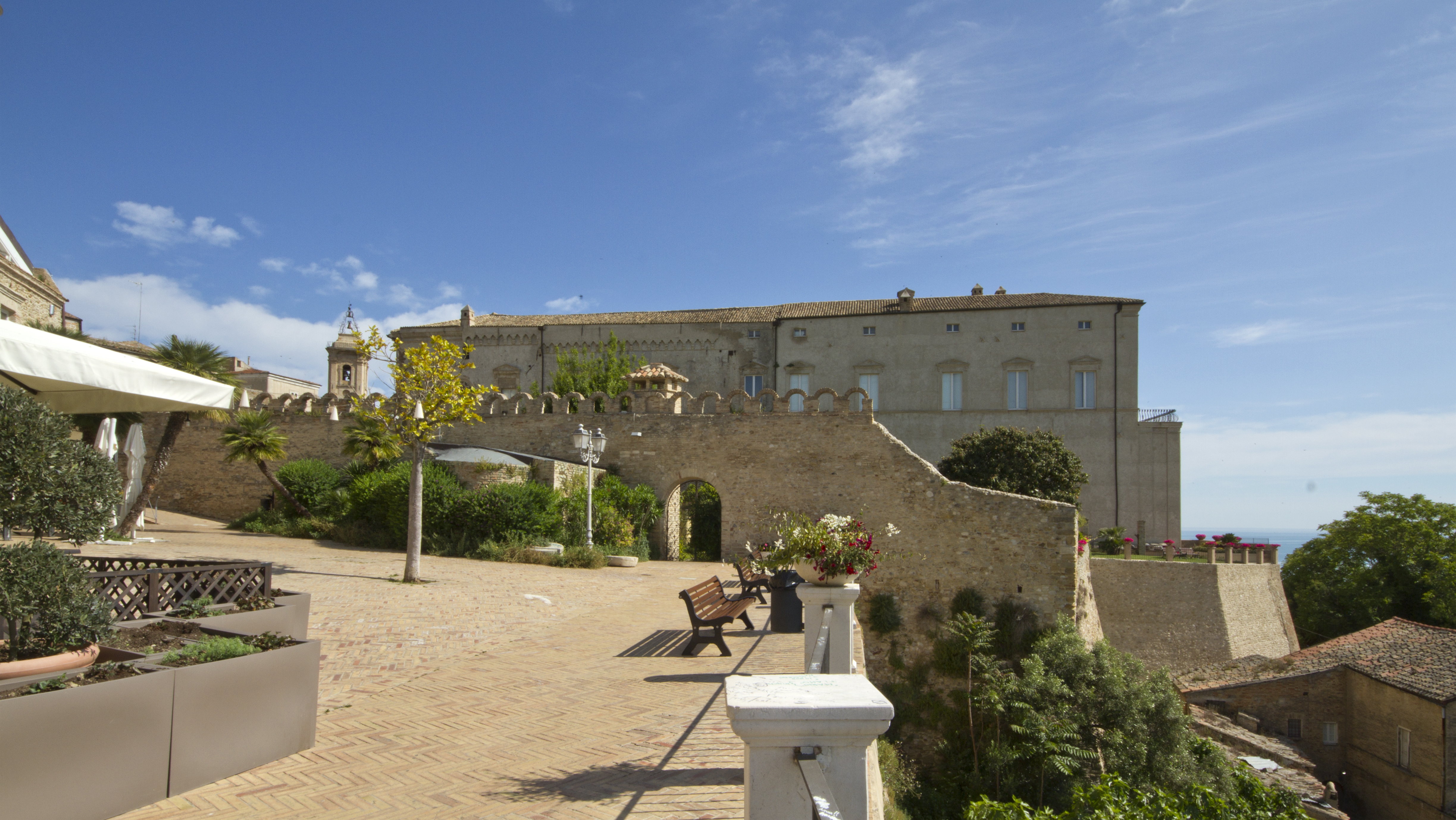
Palazzo d'Avalos a Vasto, proprietà della famiglia fino al 1974.
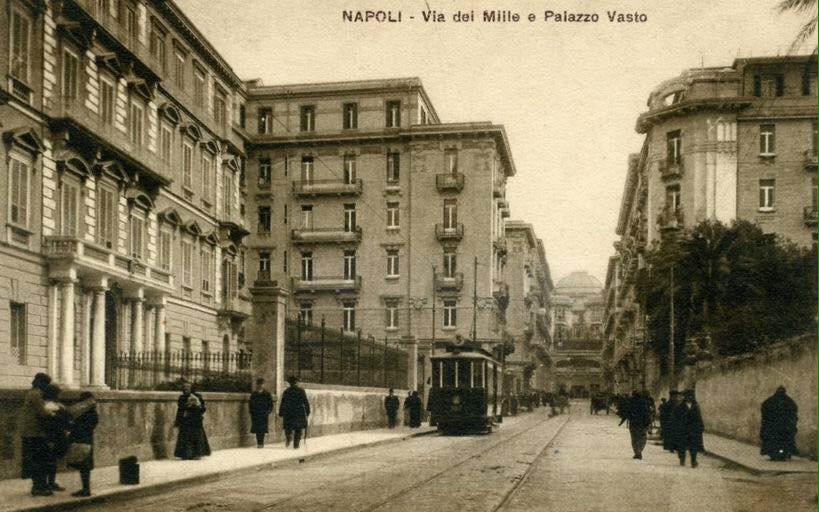
Palazzo d'Avalos del Vasto in via dei Mille a Chiaia.
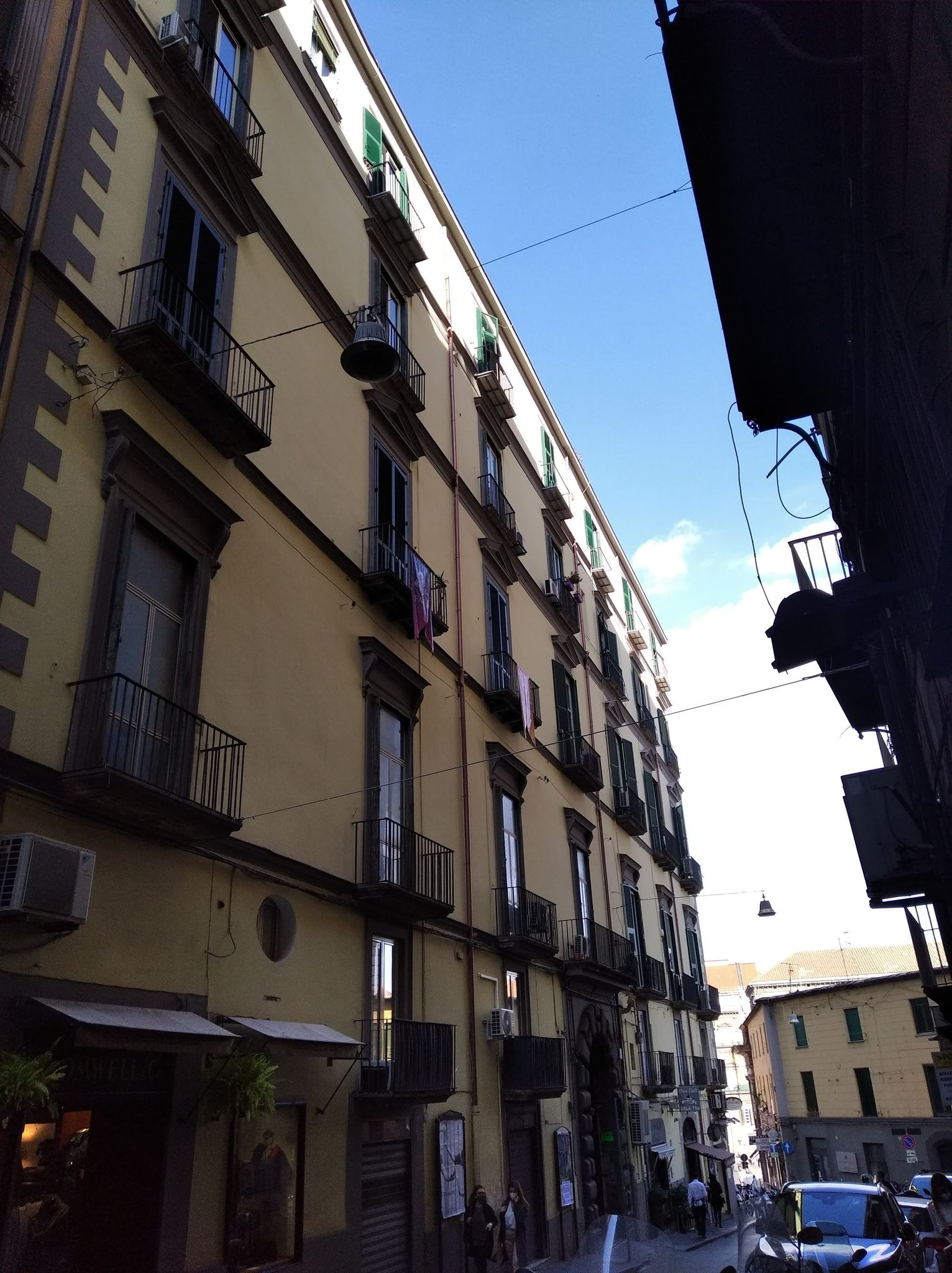
Palazzo Del Pezzo in via Gennaro Serra 75, già palazzo d'Avalos di Celenza.
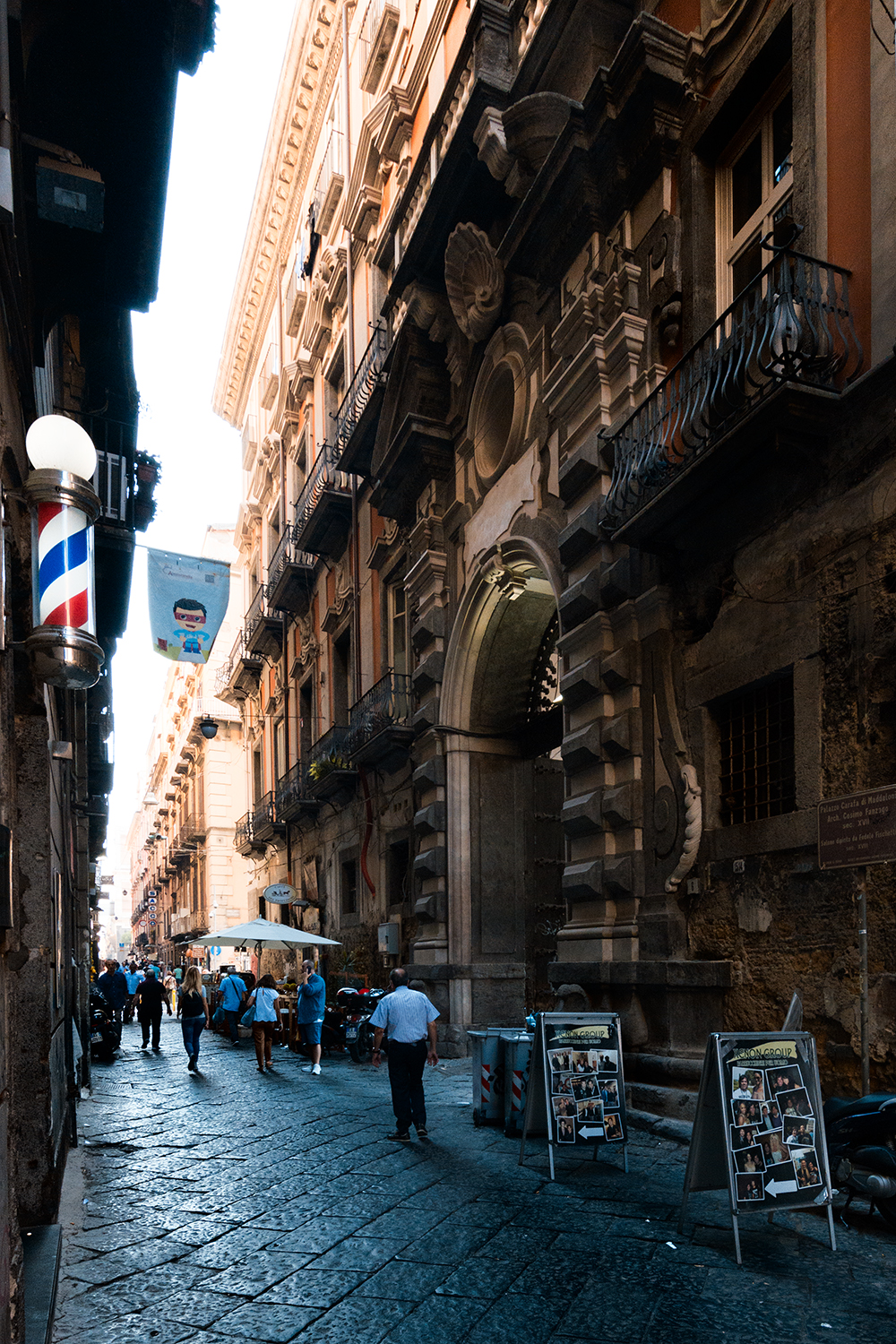
Palazzo Carafa di Maddaloni in via Maddaloni 6, già palazzo d'Avalos, edificato nel 1580 su iniziativa di Cesare d'Avalos.
Palazzo D'Avalos-Laurelli ad Isernia.
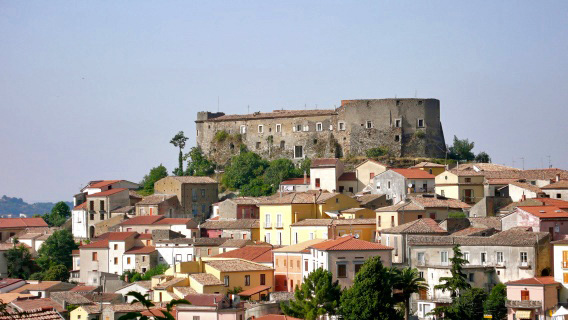
Castello di Ceppaloni
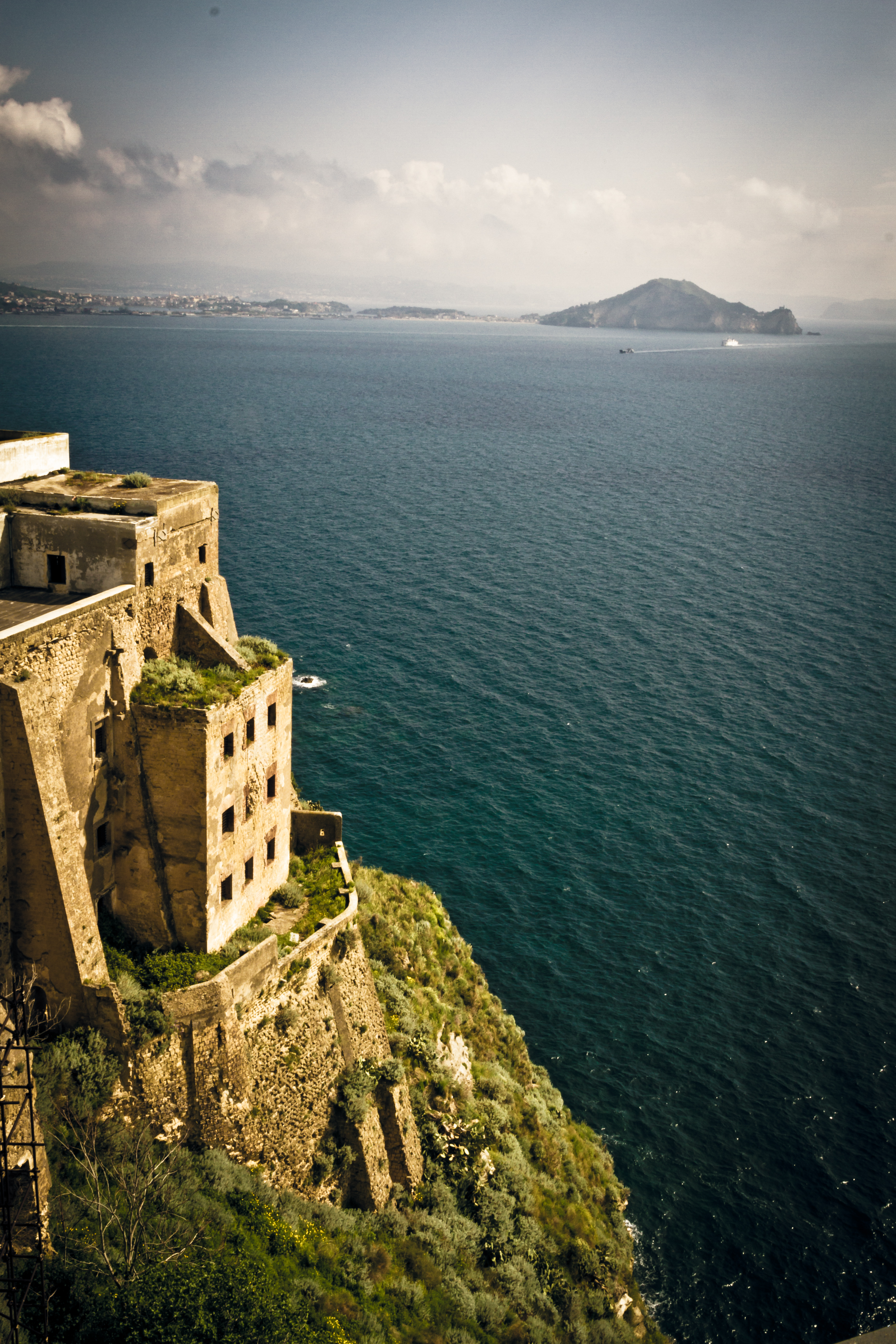
Il penitenziario di Procida. L'originaria struttura, edificata dal cardinale Innico d'Avalos d'Aragona, fu un palazzo signorile dei d'Avalos sino alla confisca da parte dei Borboni nel 1734. Venne da essi utilizzato quale residenza reale di caccia. Dal 1815 ospitò una scuola militare e dal 1830 venne adibito a carcere, subendo vari rimaneggiamenti.
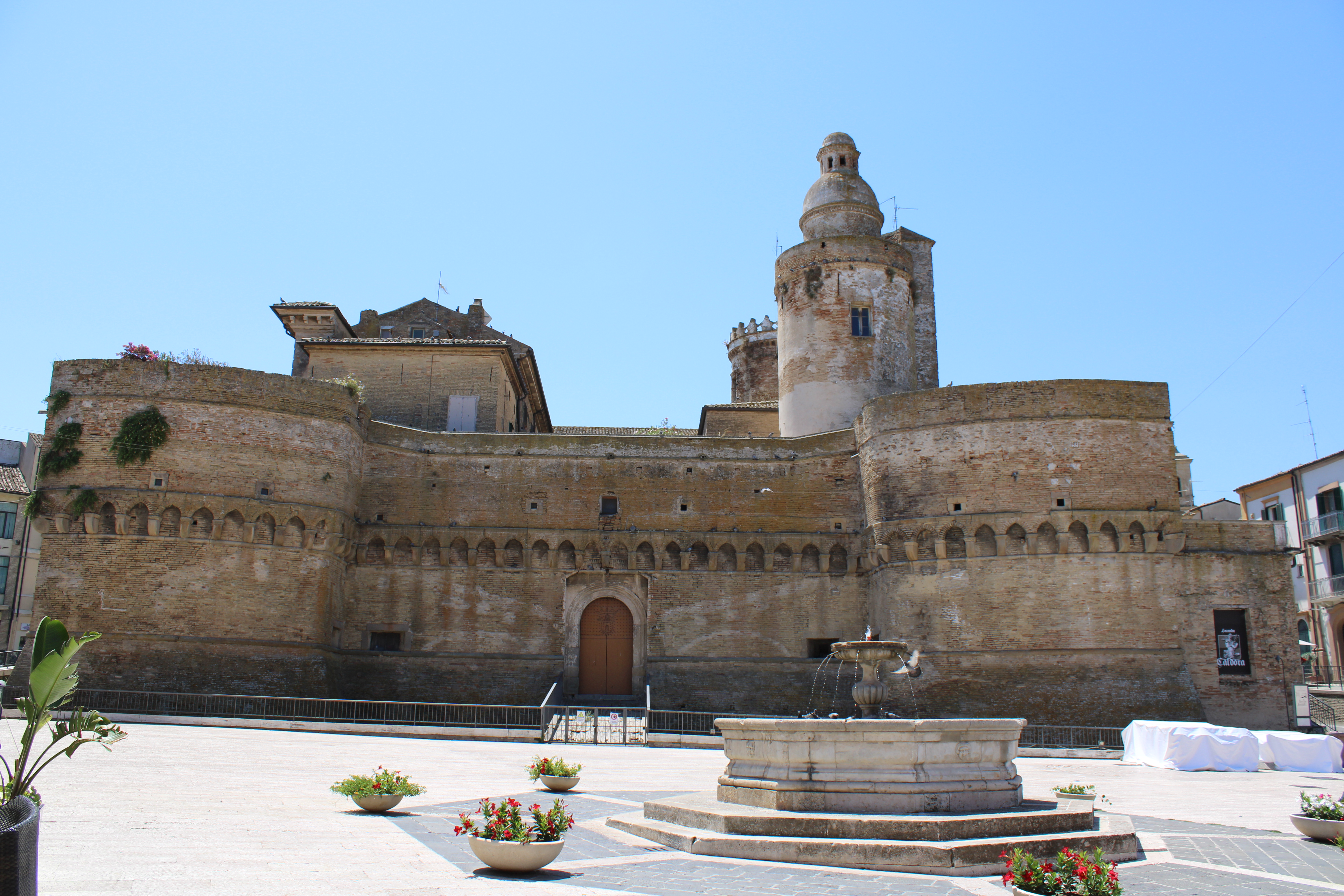
Castello Caldoresco (Vasto)
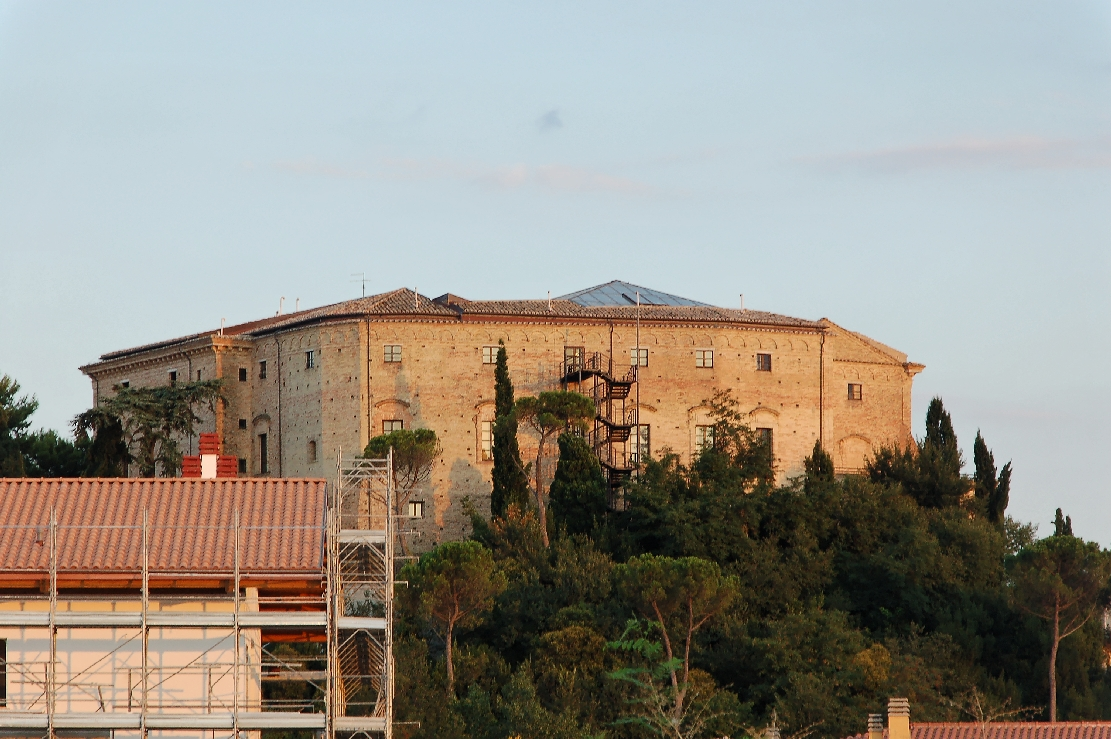
Castello Chiola
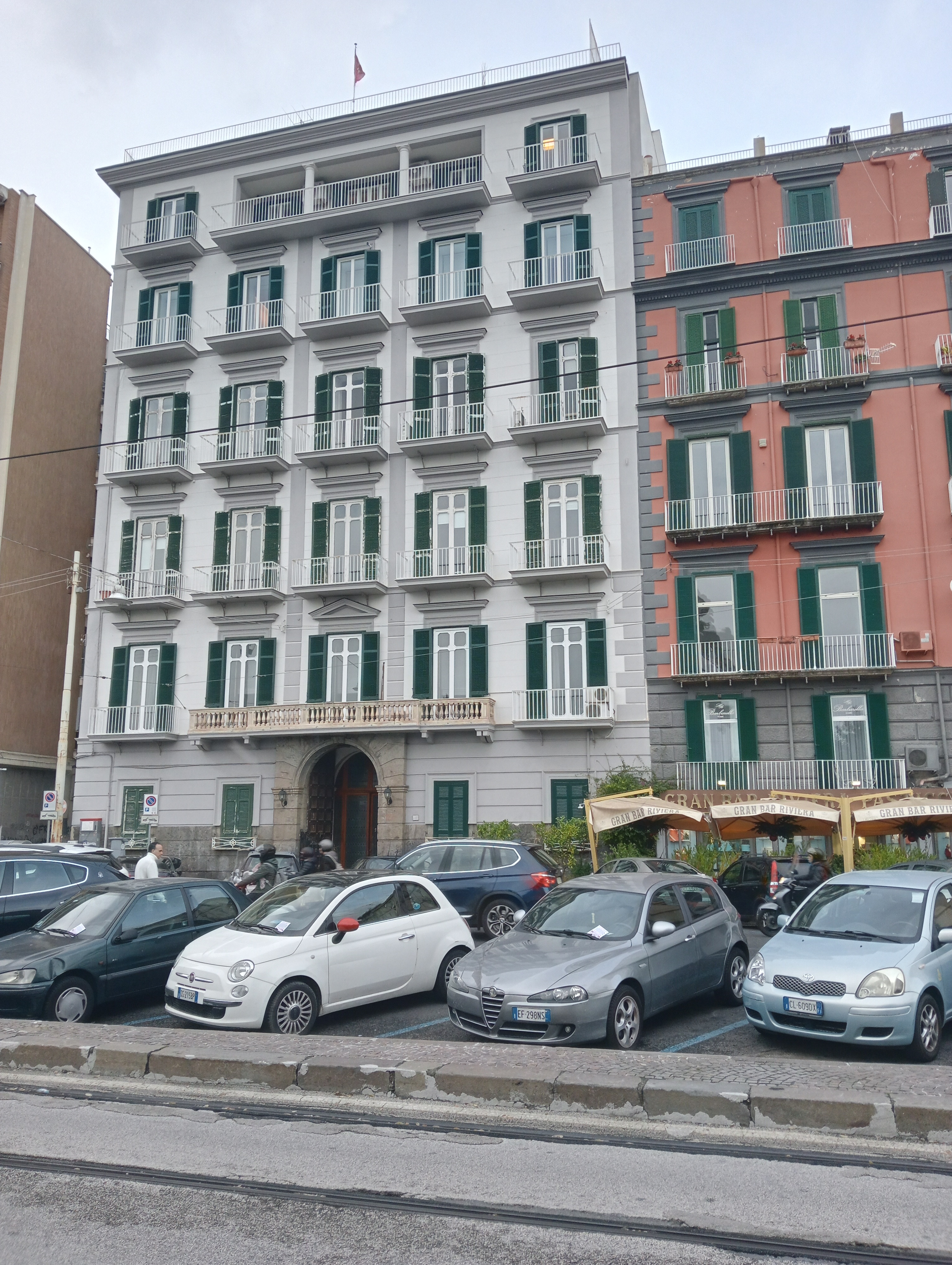
Il Palazzo Battiloro appartenuto nel corso del XIX secolo al ramo dei principi di Torrebruna e duchi di Celenza.
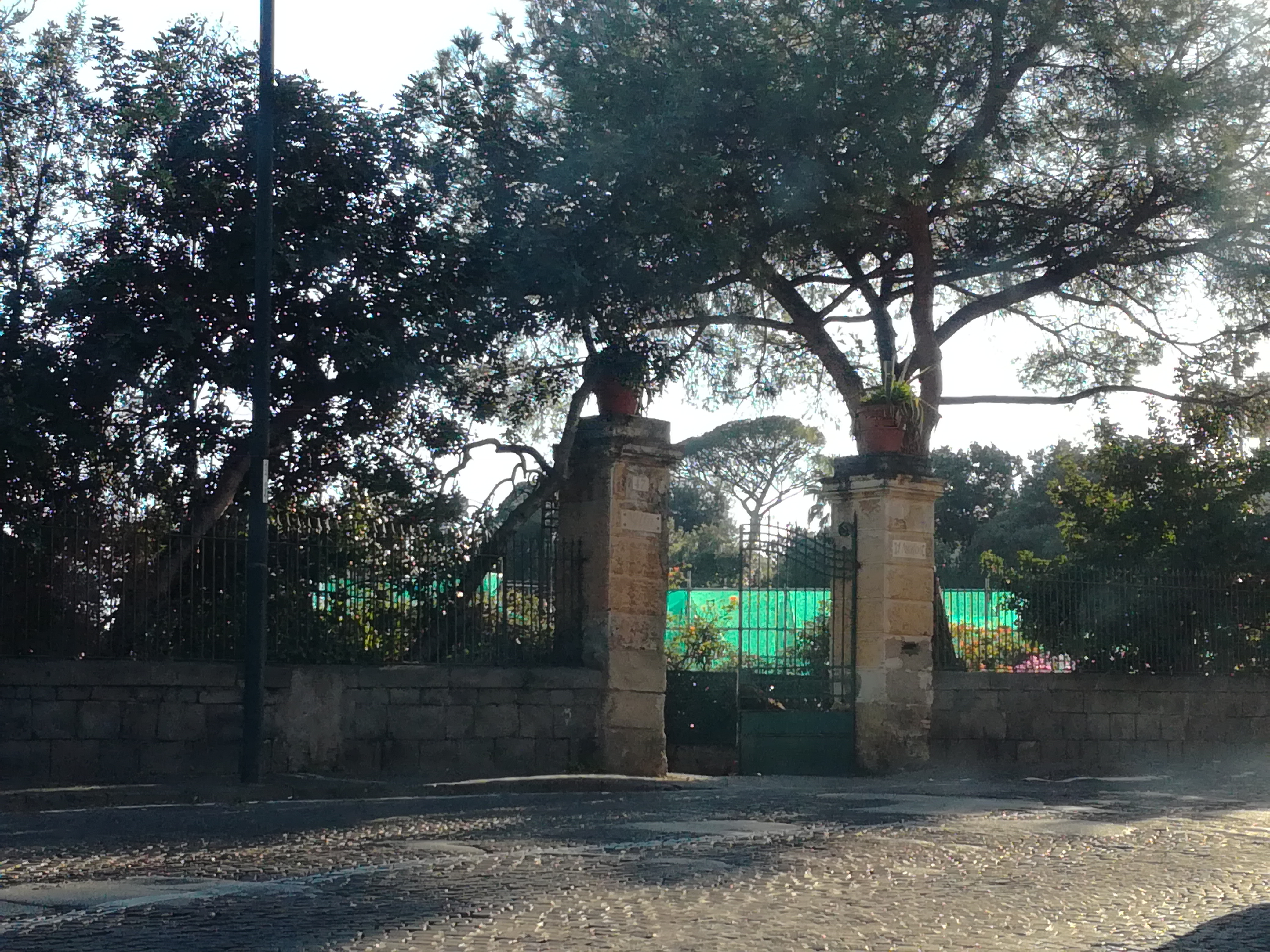
Ingresso della villa d'Avalos a Posillipo

### Miscellanea

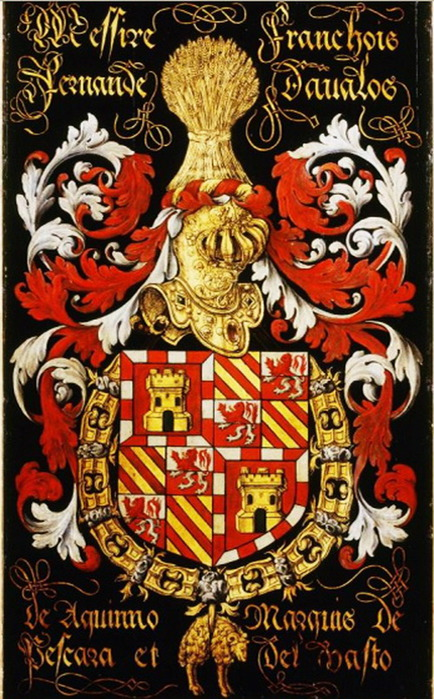
Blasone dei d'Avalos presso la cattedrale di San Bavone a Gand, ivi collocato in occasione del capitolo dell'Ordine del Toson d'oro ivi svoltosi il 29 luglio del 1559.
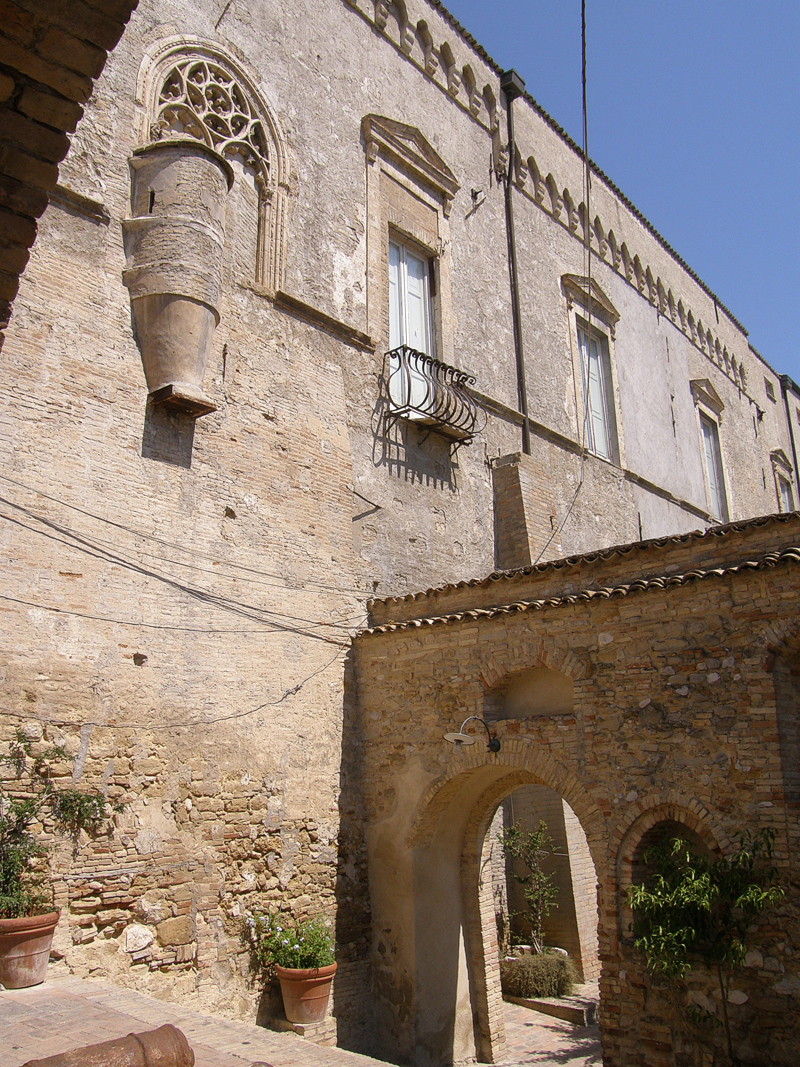
Vasto: scorcio del palazzo
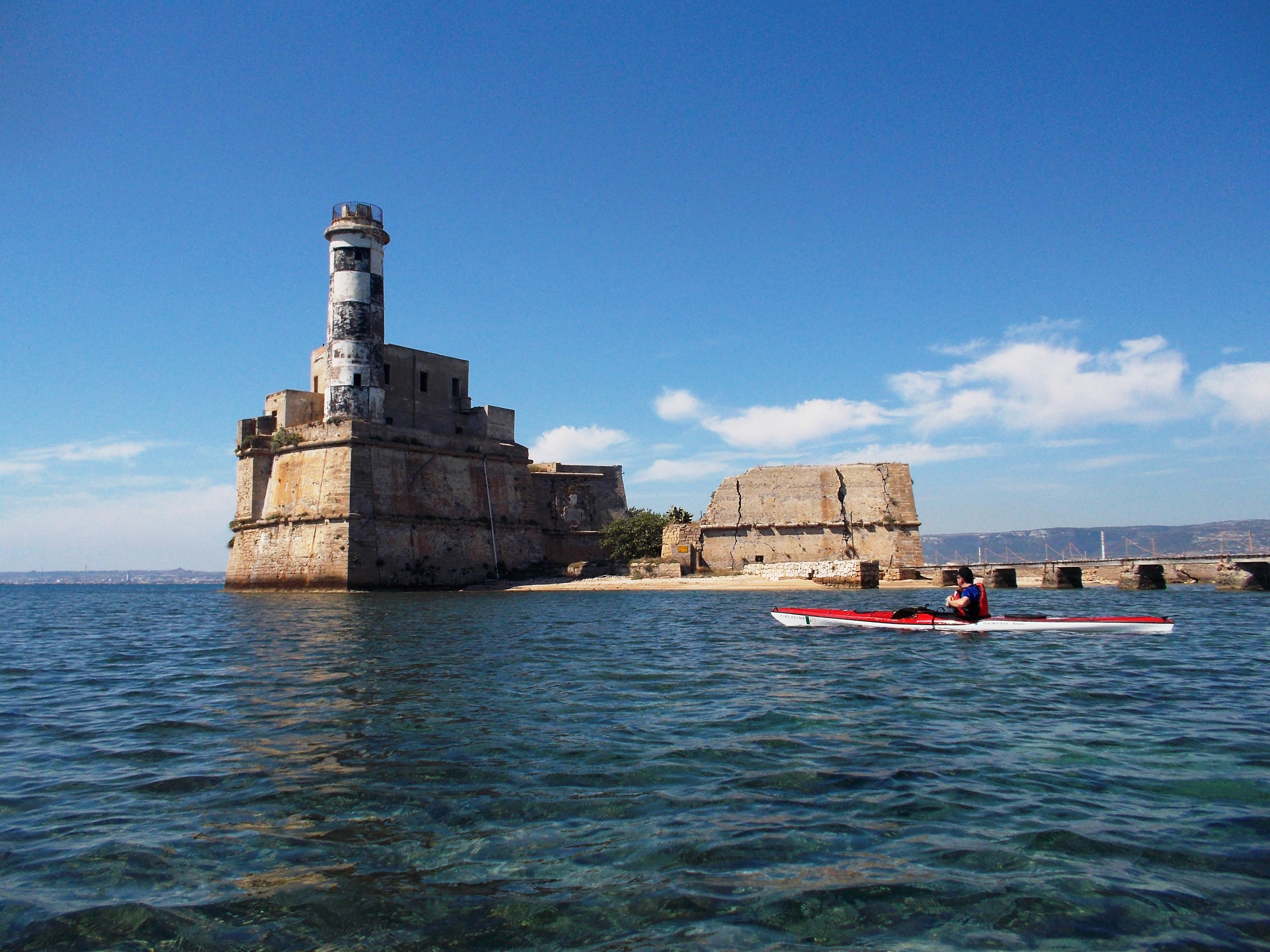
Isola di Torre Avalos
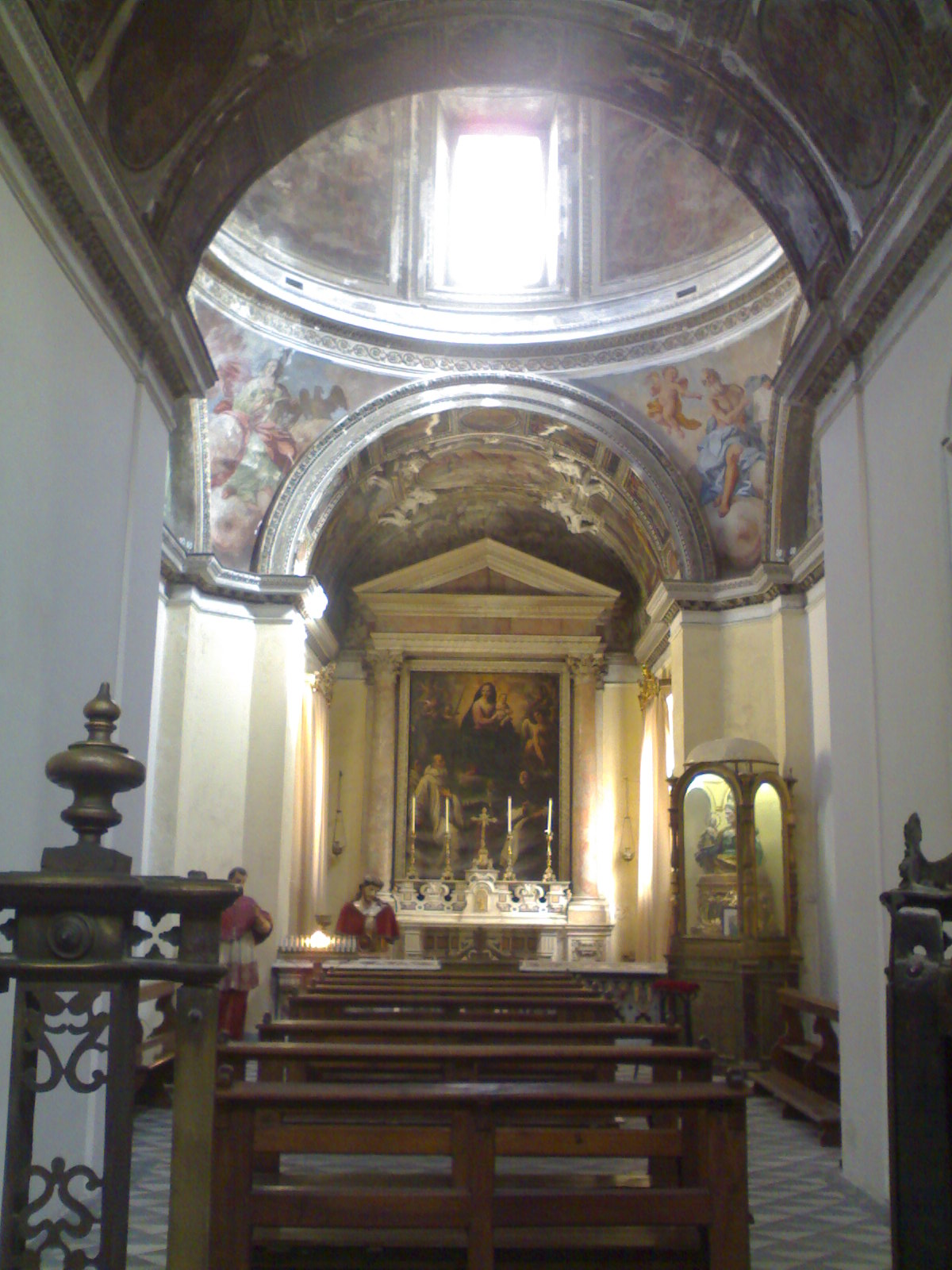
S. Anna dei Lombardi, Cappella d'Avalos. Quasi tutti gli esponenti della famiglia furono sepolti nella cappella d'Avalos. Vittoria Colonna, invece, fu tumulata nella collegiata di Sant'Andrea di Paliano, il marito Fernando Francesco I in San Domenico Maggiore.
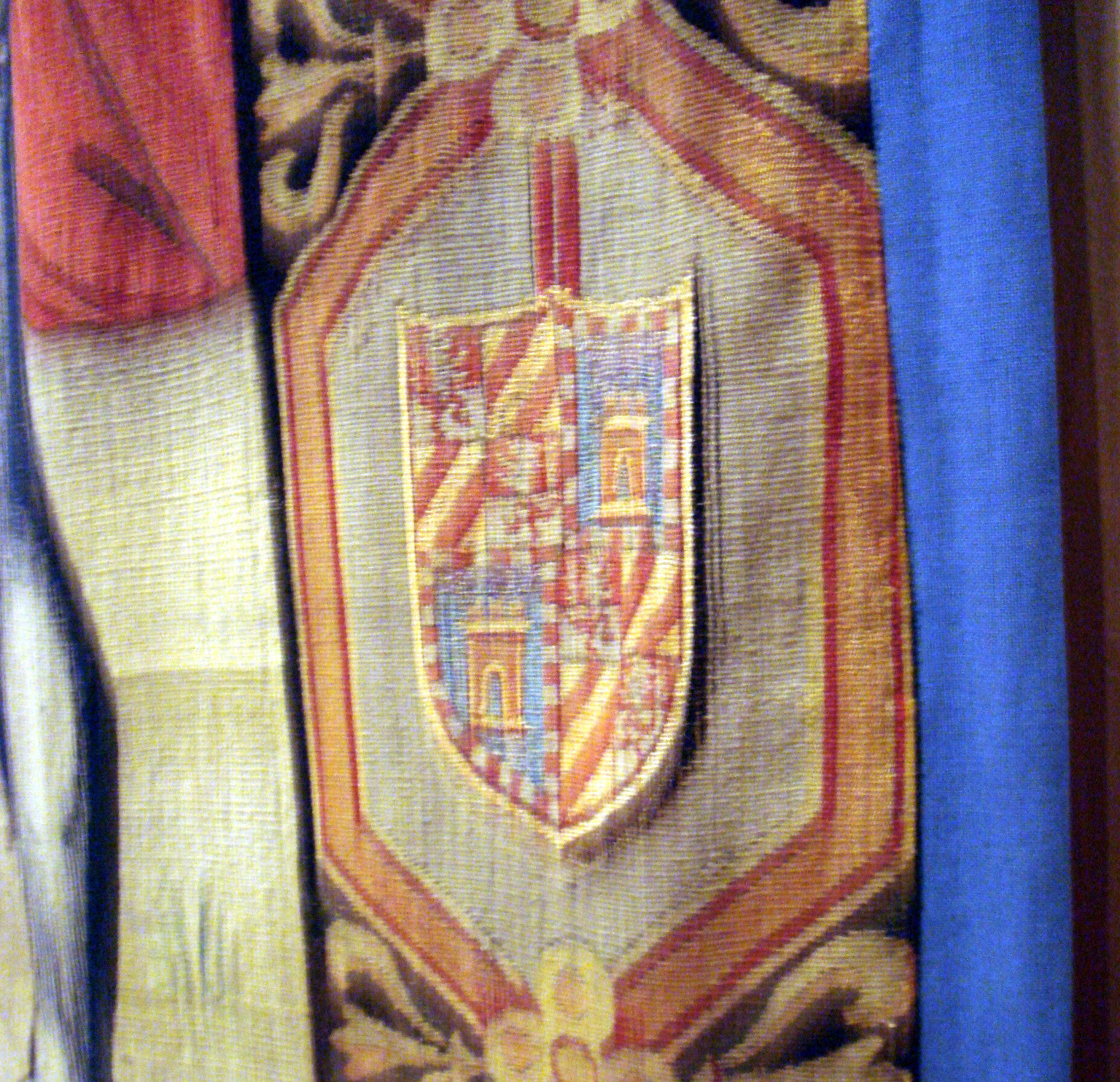
Stemma della famiglia d'Avalos d'Aquino dagli Arazzi Trivulzio al Castello sforzesco
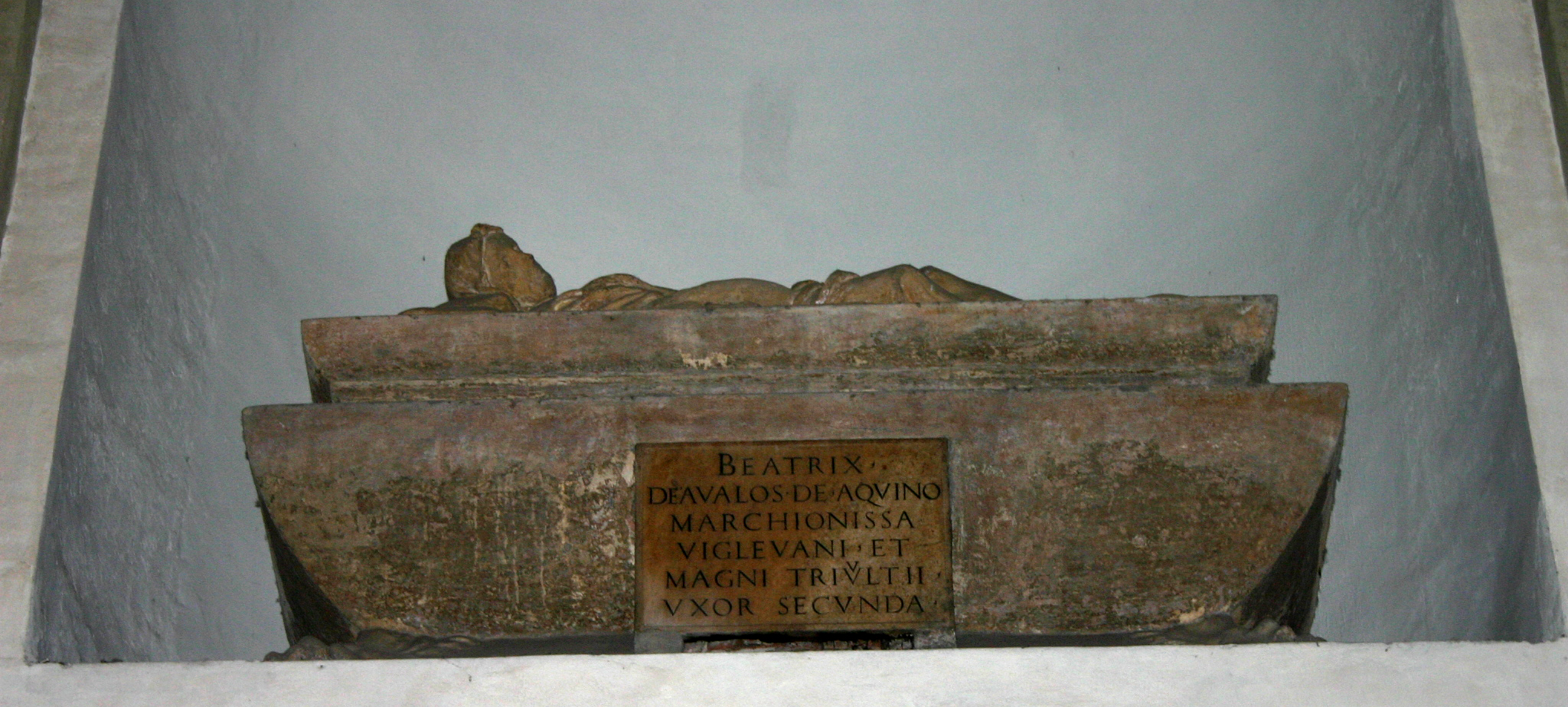
Monumento sepolcrale di Beatrice d'Avalos, consorte di Gian Giacomo Trivulzio, figlia di Innico I d'Avalos e Antonella d'Aquino, nel Mausoleo Trivulzio, all'interno della basilica di San Nazaro in Brolo a Milano.
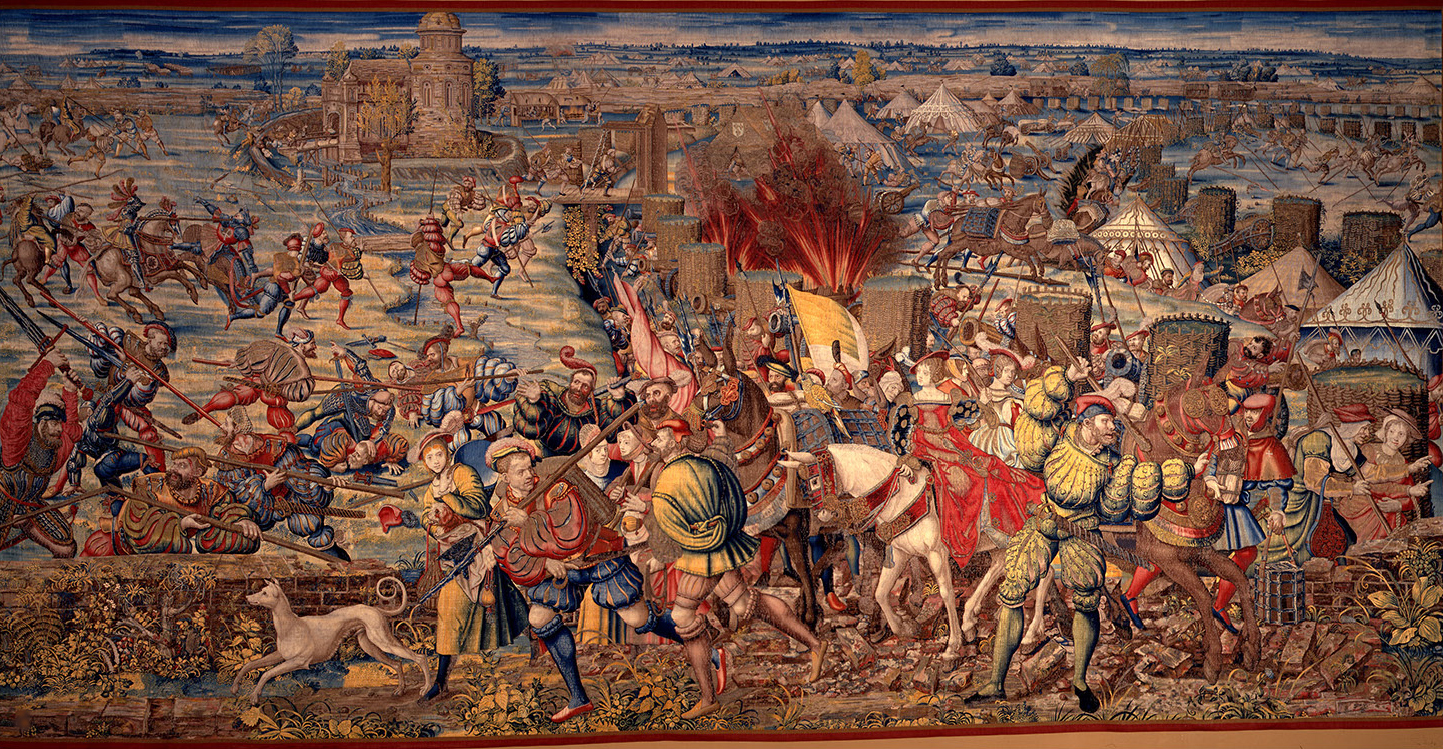
Arazzo della battaglia di Pavia, parte della collezione donata da Alfonso d'Avalos allo Stato italiano e oggi conservato presso il museo nazionale di Capodimonte.
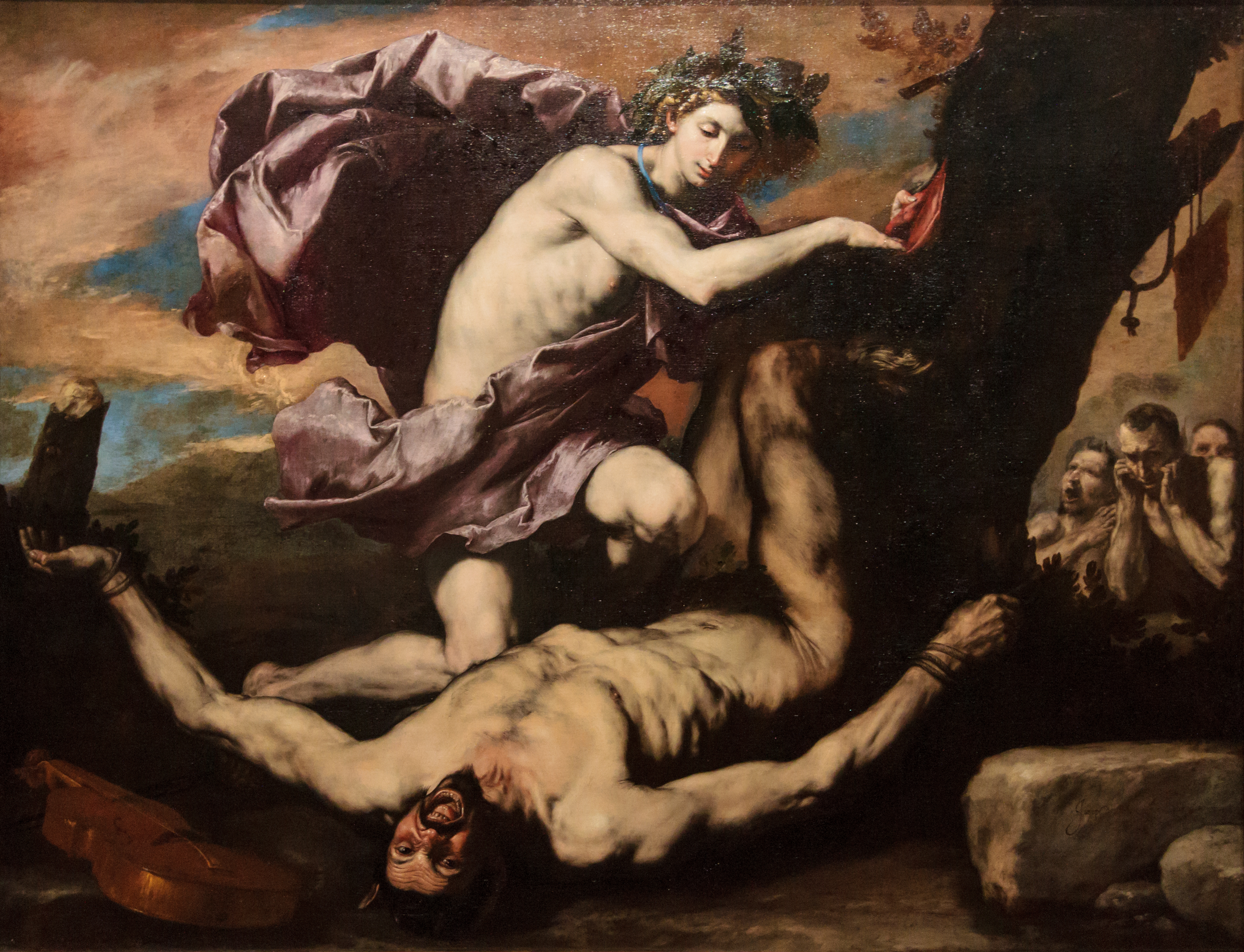
Apollo e Marsia di Jusepe de Ribera, Collezione d'Avalos.